# Хепбёрн, Кэтрин
Кэ́трин Хо́тон Хе́пбёрн (англ. Katharine Houghton Hepburn; 12 мая 1907[…], Хартфорд — 29 июня 2003[…], Олд-Сейбрук) — американская актриса. Кэтрин Хепбёрн была ведущей актрисой в Голливуде на протяжении 60 лет, а также номинировалась на премию «Оскар» двенадцать раз и была удостоена этой премии четырежды — больше, чем любой другой актёр или актриса в истории. Является рекордсменкой по периоду, прошедшему между победами «Оскара», — 48 лет. Американским институтом кино Кэтрин Хепбёрн была признана величайшей актрисой в истории Голливуда. Нетрадиционный и замкнутый образ жизни актрисы мало сочетался с образами её героинь на экране, эта уникальность делала Хепбёрн воплощением «современной женщины» США и XX века, также она запомнилась как важный культурный деятель своего времени. В 1960 году была удостоена именной звезды на Голливудской «Аллее славы».
За свою 66-летнюю карьеру Кэтрин Хепбёрн снялась в 44 художественных фильмах, 8 телевизионных фильмах и приняла участие в 33 театральных постановках. Её актёрская карьера охватывает широкий круг жанров, в их числе эксцентричные комедии, драмы и адаптации произведений крупнейших американских драматургов. Она появлялась на театральной сцене в каждое десятилетие с 1920-х до 1980-х годов, играя в пьесах Уильяма Шекспира, а также во многих других бродвейских мюзиклах.
Зрителям также запомнился и полюбился её экранный дуэт со Спенсером Трейси, с которым её связывали романтические отношения более двадцати лет. Вместе они снялись в девяти фильмах и запомнились как одна из легендарных пар Голливуда.

## Ранние годы и образование

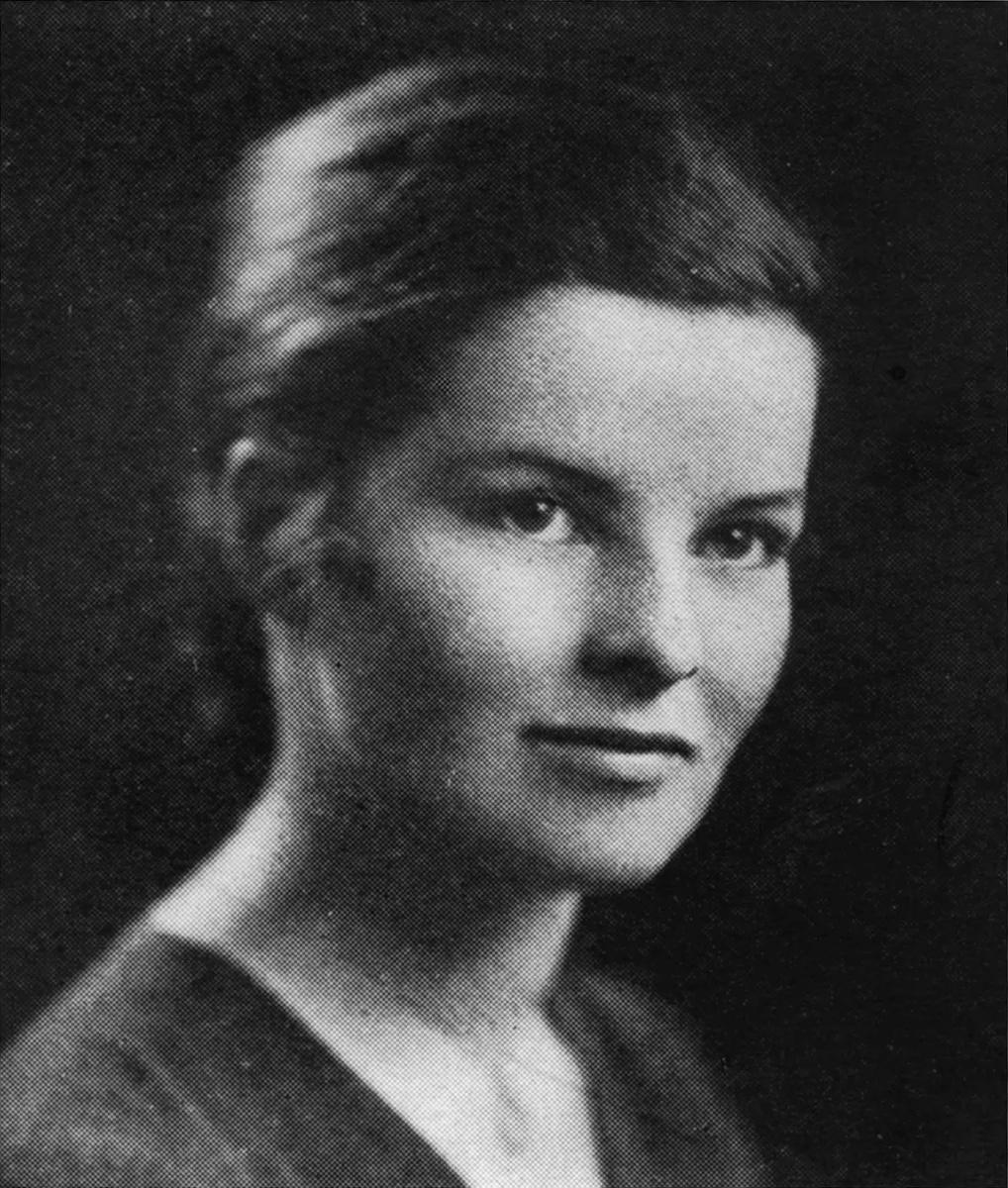
Фотография Кэтрин Хепбёрн во время учёбы в колледже Брин-Мар (1928 год)

Кэтрин Хепбёрн родилась 12 мая 1907 года в Хартфорде, штат Коннектикут, США. Она вторая из шести детей Томаса Норвелла Хепбёрна (1879—1962) — уролога, работавшего в Хартфордском госпитале, и Кэтрин Марты Хотон Хепбёрн (1878—1951), которая была феминисткой, возглавлявшей местное отделение суфражистской организации. Её родители боролись за социальные перемены в США: Томас Хепбёрн помог установить новые правила в Американской Ассоциации сексуального здоровья, которые знакомят общественность с венерическими заболеваниями, в то время как мать актрисы выступала за избирательное право женской ассоциации штата Коннектикут, а позже вместе с Маргарет Сэнгер принимала участие в Движении контроля над рождаемостью в США.
Будучи ребёнком, Кэтрин также присутствовала вместе со своей матерью на нескольких суфражистских демонстрациях. Все дети семьи Хепбёрн имели право на свободу слова и призывались думать и дискутировать на любую желаемую тему. Родители актрисы были подвергнуты критике со стороны общества за их прогрессивные взгляды, именно это, по мнению актрисы, стимулировало её на борьбу с дальнейшими жизненными трудностями. Кэтрин говорила, что поняла с юных лет, что «была продуктом двоих очень замечательных родителей», и говорила о том, как ей повезло с воспитанием; это и создавало предпосылки для её дальнейших успехов. На протяжении всей жизни она всегда старалась быть ближе к своей семье.

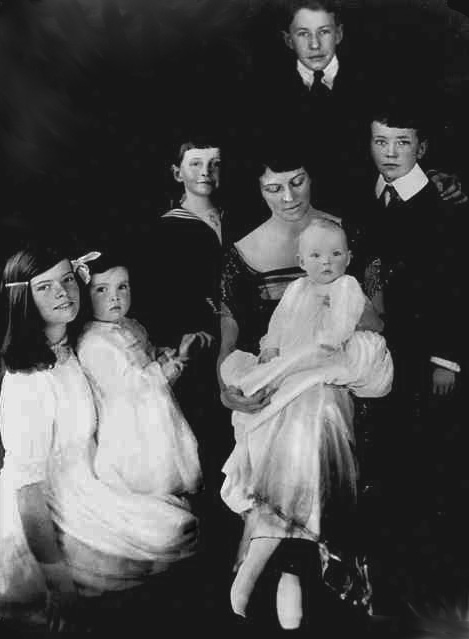
Кэтрин Марта Хотон Хепбёрн со своими детьми: Кэтрин (слева), Марион, Роберт, Том, Маргарет и Ричард (фото 1920-х г.)

В детстве Хепбёрн была сорванцом, любила называть себя Джимми и коротко стриглась. Томас Хепбёрн жаждал, чтобы его дети использовали свои интеллектуальные и физические способности до предела, поэтому он учил их плавать, бегать, нырять, ездить на лошадях, бороться и играть в гольф и теннис. Гольф стал главным увлечением Кэтрин, она брала ежедневные уроки и достигла значительных успехов в этом виде спорта, дойдя до полуфинала в чемпионате по гольфу среди молодых женщин Коннектикута. Она любила купаться в реке Лонг-Айленд и принимала ледяные ванны каждое утро, полагая что «чем больше мы закаляемся, тем лучше это для нас». Хепбёрн была поклонницей кино с юного возраста, поэтому она ходила на киносеансы в своём городе каждый субботний вечер. Позже она начала ставить собственные спектакли и выступала для соседей, друзей, братьев и сестёр, брав по 50 центов за билет, чтобы собрать деньги для навахо.
3 апреля 1921 года, находясь в гостях у друзей в Гринвич-Виллидже, Хепбёрн обнаружила своего любимого старшего брата Тома мёртвым. Он обвязал простыню вокруг балки и повесился. Члены её семьи отрицали, что это было самоубийство и считали, что смерть Тома не должна быть поводом для сплетен. Это событие очень плохо повлияло на психику юной Кэтрин, сделав её нервной и капризной, также она начала бояться чужих людей. Она не хотела общаться с другими детьми, перестала ходить в школу и начала получать частные уроки. На протяжении многих лет она отмечала день рождения Тома (8 ноября) как свой собственный. В 1991 году Кэтрин Хепбёрн выпустила автобиографию, в которой раскрыла свою истинную дату рождения.
В 1924 году Хепбёрн получила место в колледже Брин-Мар. Она посещала это заведение в первую очередь, чтобы удовлетворить свою мать, которая в нём училась, обучение там давалось ей нелегко. Это был первый раз, когда она была в учебном заведении после трагической смерти её брата, ей было неловко и неуютно с однокурсниками. Актриса долго боролась с учебными требованиями колледжа и один раз была дисквалифицирована за курение в своей комнате. Вскоре Хепбёрн обратилась к актёрскому мастерству и неоднократно пыталась получить роль в театре колледжа, но у неё не получалось из-за плохих оценок. Позже когда её успеваемость улучшилась, она начала регулярно выступать. Во время последнего года обучения в колледже она исполнила главную роль в постановке «Женщина на луне» и получила положительные оценки за своё выступление, после она решила продолжить театральную карьеру. В июне 1928 года Кэтрин Хепбёрн получила степень бакалавра в области истории и философии.

## Карьера

### Начало карьеры в театре: 1928—1932
Кэтрин Хепбёрн бросила университет, решив стать актрисой. На следующий день после окончания первого учебного года она отправилась в Балтимор, чтобы встретиться с Эдвином Х. Нопфом, который руководил успешной театральной компанией в Балтиморе. Под впечатлением от её рвения, Нопф дал актрисе небольшую роль в пьесе, «Царица» в 1928 году. Она получила хорошие отзывы за своё небольшое появление на сцене, критики из газеты Pinted Word описали её выступление, как одно из самых значительных в её начинающейся карьере. На следующей неделе Хепбёрн получила ещё одну небольшую роль в пьесе «Колыбель похитителей», но этот спектакль был менее хорошо принят. Актриса была подвергнута критике за слишком взвинченный голос, поэтому она решила оставить театральную компанию в Балтиморе, чтобы обучаться у репетитора в Нью-Йорке правильно использовать голосовые связки.

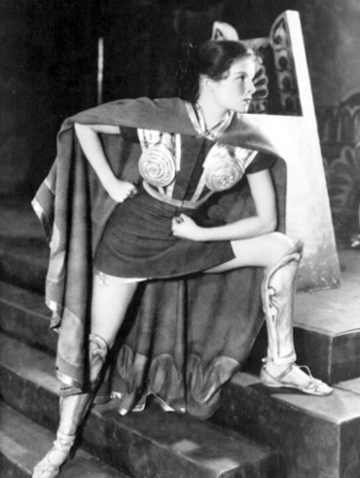
Кэтрин Хепбёрн в роли Антиопы в пьесе «Воин-муж» (1932 год)

Нопф вскоре решил поставить пьесу «Большой пруд» в театре Нью-Йорка и назначил Хепбёрн дублёршей главной героини. За неделю до премьеры спектакля ведущая актриса была уволена и заменена на Хепбёрн, которая получила главную роль в этой пьесе только через четыре недели после начала её театральной карьеры. В ночь открытия она пришла поздно, путала реплики, упала, зацепившись за собственные ноги и говорила слишком быстро, чтобы быть понятой. Хепбёрн была немедленно уволена, и первоначальная актриса, игравшая главную роль, вернулась в театр. Не унывая, Хепбёрн объединила усилия с продюсером Артуром Хопкинсом и приняла роль школьницы в малоуспешном произведении. Её Бродвейский дебют состоялся 12 ноября 1928 года, в театре «Корт», но отзывы у спектакля были плохие, и он закрылся после восьми вечеров. Хопкинс сразу же нанял Хепбёрн в качестве дублёрши в пьесе Филипа Барри, «Праздник». В начале декабря, спустя всего две недели после премьеры, она ушла, чтобы выйти замуж за Ладлоу Огдена Смита, знакомого из колледжа. Она планировала уйти из театра, но начала скучать по работе и тут же возобновилась на роль дублёрши в «Празднике», которую она занимала в течение шести месяцев.
В 1929 году Кэтрин отклонила предложение от Театральной Гильдии — главную роль в пьесе «Смерть берёт выходной». Она чувствовала, что роль была прекрасной, но не захотела играть и была снова уволена. Вскоре актриса вернулась в Театральную Гильдию и её взяли дублершей с минимальной заработной платой в пьесе «Месяц в деревне». Весной 1930 года Хепбёрн присоединилась к театральной компании в Стокбридже, штат Массачусетс, но ушла в середине летнего сезона и продолжила обучение актёрскому мастерству. В начале 1931 года она получила роль в пьесе «Искусство и миссис Бот», прошедшей на Бродвее. Тем не менее она была освобождена от роли после того, как драматург невзлюбил её, говоря: «Она выглядит испуганной, её образ является спорным и у неё нет таланта», но после её вновь взяли в спектакль, так как никто не смог подобрать нужную актрису для этой роли. Участие в этой пьесе принесло ей небольшой успех.
Хепбёрн также появилась в ряде пьес в летних театральных гастролях в небольшой деревне Айворутон, штат Коннектикут, и её выступления оказались хитом. В течение лета 1931 года Филип Барри предложил ей роль в его новой пьесе «Животное царство», вместе с Лесли Говардом. Они начали репетировать в ноябре, у Кэтрин было ощущение, что эта роль сделает её звездой, но Говард невзлюбил актрису, и она была вновь уволена. Когда она спросила Филипа Барри, почему он решил её уволить, в ответ последовало: «Ну, если быть абсолютно откровенным, вы не очень хороши». Это разрушило уверенность Хепбёрн в продолжении карьеры, но она вновь начала искать работу. Актриса взяла небольшую роль в предстоящем спектакле, но, когда начались репетиции, её попросили прочитать текст из греческой басни «Воин-муж».
Роль амазонки Антиопы оказалась прорывом в её актёрской карьере. Биограф Чарльз Хайэм говорил, что эта роль была идеальной для актрисы, требующая агрессивной энергии и атлетизма, поэтому она увлечённо репетировала свою роль. Спектакль был открыт 11 марта 1932 года в театре Мороско на Бродвее. В первом акте Хепбёрн должна была идти вниз по узкой лестнице с оленем через плечо и носить короткую серебряную тунику. Спектакль продолжался в течение трёх месяцев, а Кэтрин Хепбёрн получила положительные отзывы от критиков. Ричард Гарлэнд из газеты «Нью-Йорк Уорлд-Телеграм» писал: «Это чудо длилось много ночей, от этого светящегося спектакля посветлело на Бродвее».

### Первые успехи в Голливуде: 1932—1934

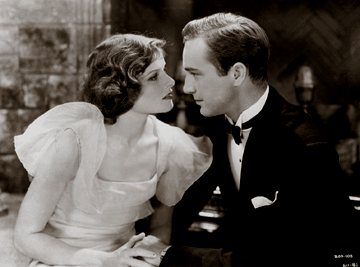
Кэтрин Хепбёрн и Джон Бэрримор в фильме «Билль о разводе» (1932)

Голливудский агент Леланд Хейворд заметил появление Хепбёрн в пьесе «Воин-муж» и предложил ей попробоваться на роль Сидни Ферфилд, в предстоящем фильме компании RKO Pictures, «Билль о разводе» (1932). Режиссёр Джордж Кьюкор был впечатлён увидев её: «Это была странная девушка, она отличалась от всех других актрис которых я когда-либо встречал». Особенно ему понравилась манера, в которой она поднимала бокал: «Я сразу заметил её талантливые движения». Кэтрин предложили роль, но она потребовала оплату — 1500 долларов в неделю, это был большой гонорар для неизвестной актрисы. Кьюкор тут же отправился в студию, чтобы принять её требования и они подписали контракт с трёхнедельной гарантией. Менеджер RKO, Дэвид О. Селзник рассказал, что компания взяла на себя огромный риск при выборе такой необычной актрисы.

Хепбёрн прибыла в Калифорнию в июле 1932 года в возрасте 25 лет, где она снялась в фильме «Билль о разводе» вместе с Джоном Бэрримором. Она не проявляла никаких признаков страха, хотя ей было очень тяжело адаптироваться к самой природе кино, но вскоре актриса была очарована этим искусством. Картина имела широкий успех, а Хепбёрн получила положительные отзывы за свою работу. Мордаунт Холл из журнала New York Times, назвал её исполнение исключительно хорошим: «…Мисс Хепбёрн является одной из лучших фигур на экране». Критики из журнала Variety писали: «Выдающееся впечатление от Кэтрин Хепбёрн в её первом фильме. Она имеет что-то жизненно важное, что отличает её от других». После успеха этого фильма, RKO подписала с актрисой долгосрочный контракт. Джордж Кьюкор стал её хорошим другом и коллегой, она также снялась в десяти его фильмах.

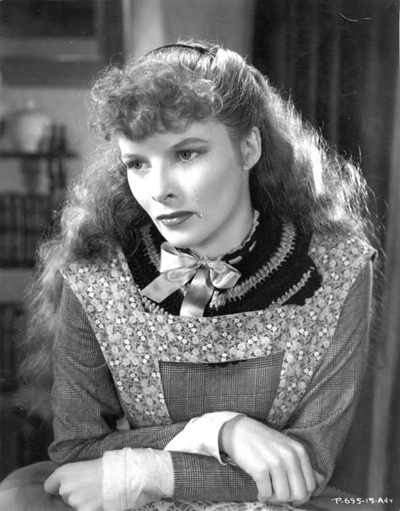
Кэтрин Хепбёрн в роли Джо Марч в фильме «Маленькие женщины» (1933)

Вторым фильмом с участием Кэтрин Хепбёрн стал «Кристофер Стронг» (1933), рассказывающий историю лётчицы и её романа с женатым мужчиной. Картина не была коммерчески успешной, но отзывы у Хепбёрн были хорошие. Регина Крю из журнала New York Journal American, писала: «Хотя её манеры и жесты были раздражительны, они приковывали внимание и очаровывали аудиторию. Она является отдельной, отличающейся от всех, положительной личностью». Третий фильм с участием Хепбёрн, закрепил за ней статус сильнейшей актрисы в Голливуде. Прочитав сценарий с продюсером П. Берманом и убедившись что эта роль для неё, актриса решила принять участие в проекте. За роль начинающей актрисы Евы Лавлейс, первоначально предназначенной для Констанс Беннетт в фильме «Ранняя слава», Кэтрин Хепбёрн получила премию «Оскар», в номинации «Лучшая женская роль» в 1934 году. Актриса решила не присутствовать на 6-й церемонии награждения, так же как и на последующих церемониях на протяжении всей своей карьеры, но была в восторге от победы. Её успех продолжился вместе с ролью Джо Марч, в фильме «Маленькие женщины» (1933). Картина стала хитом, и по сей день продолжает оставаться одним из величайших успехов в истории кино, за свою роль Хепбёрн выиграла «Кубок Вольпи» — престижную награду Венецианского кинофестиваля. Фильм «Маленькие женщины» (1933), был одним из любимых работ актрисы и она гордилась своим исполнением, говоря: «Я бросаю вызов любому, кто сможет сыграть Джо так же хорошо, как я».
К концу 1933 года Кэтрин Хепбёрн стала широко известной и уважаемой актрисой, но она стремилась проявить себя на Бродвее. Джед Харрис, один из самых успешных театральных продюсеров 1920-х годов переживал спад карьеры. Он попросил Хепбёрн сыграть главную роль в спектакле «Озеро», она согласилась играть за небольшую плату. Прежде чем уйти из RKO, актрисе предложили роль в фильме «Злючка» (1934). Роль необразованной девушки Триггер Хикс стала одной из её худших работ в кино, Хепбёрн также получила плохие отзывы за работу. Она хранила плакат выпуска фильма в своей спальне на протяжении всей жизни, чтобы сохранить в себе смирение.
Спектакль «Озеро» был показан в Вашингтоне (округ Колумбия), где на него шла большая продажа билетов. Но после её провала в фильме «Злючка» (1934) доверие Джеда Харриса к Хепбёрн было подорвано, однако она решила бороться за эту роль, попросив о дополнительных репетициях. Несмотря на просьбы актрисы, Харрис переехал с представлением в Нью-Йорк без дополнительных репетиций. Вторая премьера спектакля прошла в театре Аль Хиршфельда 26 декабря 1933 года, игра Хепбёрн была полностью разгромлена критиками. Критик Дороти Паркер сказала: «Она управляет гаммой эмоций на всём пути от А до Б». Актриса хотела уйти, но у неё был подписан десятинедельный контракт с труппой, в итоге ей пришлось пережить много унижений, это в свою очередь снизило продажи билетов. Харрис решил взять её на представление в Чикаго и сказал: «Моя дорогая, единственный интерес у меня к вам — это деньги, которые я могу сделать на вас». Актриса немедленно отказалась выступать и выплатила Харрису компенсацию в размере 14,000 долларов. После этого Хепбёрн неоднократно говорила о Харрисе следующее: «Это был самый дьявольский человек из всех, которых я когда-либо встречала», также она утверждала, что этот опыт был важен для неё как мотиватор к тому, чтобы брать ответственность за свою карьеру.

### Неудачи в карьере: 1934—1938

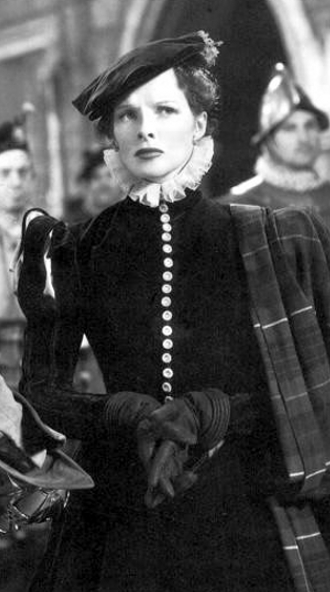
Кэтрин Хепбёрн в роли Марии Стюарт в фильме «Мария Шотландская» (1936)

После провала в фильме «Злючка» (1934) и в спектакле «Озеро» (1935), Кэтрин Хепбёрн вновь вернулась в RKO и получила роль в фильме «Маленький священник» (1934), основанном на викторианском романе Джеймса Барри, в попытке повторить успех «Маленьких женщин» (1933). Но повторного успеха не вышло и картина стала коммерческим провалом. Следующий её фильм — романтическая драма «Разбитые сердца» (1935), в котором она снялась вместе с Шарлем Буайе получил плохие отзывы и имел кассовый провал. После трёх неудачных фильмов, успех вернулся к Хепбёрн после выхода фильма «Элис Адамс» (1935), рассказывающем об отчаявшейся девушке, которая не может подняться по социальной лестнице. Актрисе понравился сценарий и она была в восторге от предложенной роли. Фильм стал хитом, одним из лучших работ Хепбёрн, в итоге она получила вторую номинацию на «Оскар». Кэтрин получила второе количество голосов после победительницы Бетт Дейвис.
С учётом выбора её следующего фильма, Хепбёрн решила сняться в новом проекте Джорджа Кьюкора, «Сильвия Скарлетт» (1935), её партнёром по фильму стал Кэри Грант. Актрисе пришлось коротко подстричь волосы, так как её героиня маскируется под мужчину на протяжении большей части фильма, однако критики невзлюбили этот фильм и он был непопулярен в общественности. Далее она сыграла Марию Стюарт в фильме Джона Форда, «Мария Шотландская» (1936), который также был плохо встречен критиками. После вышел фильм «Женщина восстаёт» (1936) — драма викторианской эпохи, в которой героиня Хепбёрн нарушила приличия, имея ребёнка вне брака. Комедийный фильм «Достойная улица» (1937), также не имел большого успеха и не был популярен у публики, это означало что актриса снялась в ещё четырёх неудачных фильмах.
Вскоре ряд непопулярных фильмов, вызвал проблемы в отношениях с общественностью, в частности у актрисы были сложные отношения с прессой, на вопросы которой она могла отвечать грубо и провокационно. Когда её спросили, есть ли у неё дети, она ответила: «Да у меня их пять: два белых и три цветных»! Она отказывалась от интервью с репортёрами и не давала поклонникам автографы, вскоре такое поведение принесло ей прозвище «высокомерная Кэтрин». Публика также была сбита с толку по их словам, её мальчишеским поведением и странным выбором одежды, в итоге она стала во многом непопулярной и скандальной фигурой. Хепбёрн почувствовала, что ей нужно покинуть Голливуд, так она вернулась на восток в театральную адаптацию «Джейн Эйр». Гастроли прошли успешно, но опасаясь неудачи и не желая рисковать после провала в спектакле «Озеро», актриса отказалась выступать на Бродвее. В конце 1936 года, Хепбёрн претендовала на роль Скарлетт О’Хары в фильме «Унесённые ветром», но продюсер фильма Дэвид О. Селзник отказал ей, потому что считал, что она не имела сексуальной привлекательности. По сообщениям СМИ он сказал Хепбёрн: «Я не могу смотреть как Ретт Батлер в фильме, будет преследовать вас в течение двенадцати лет».

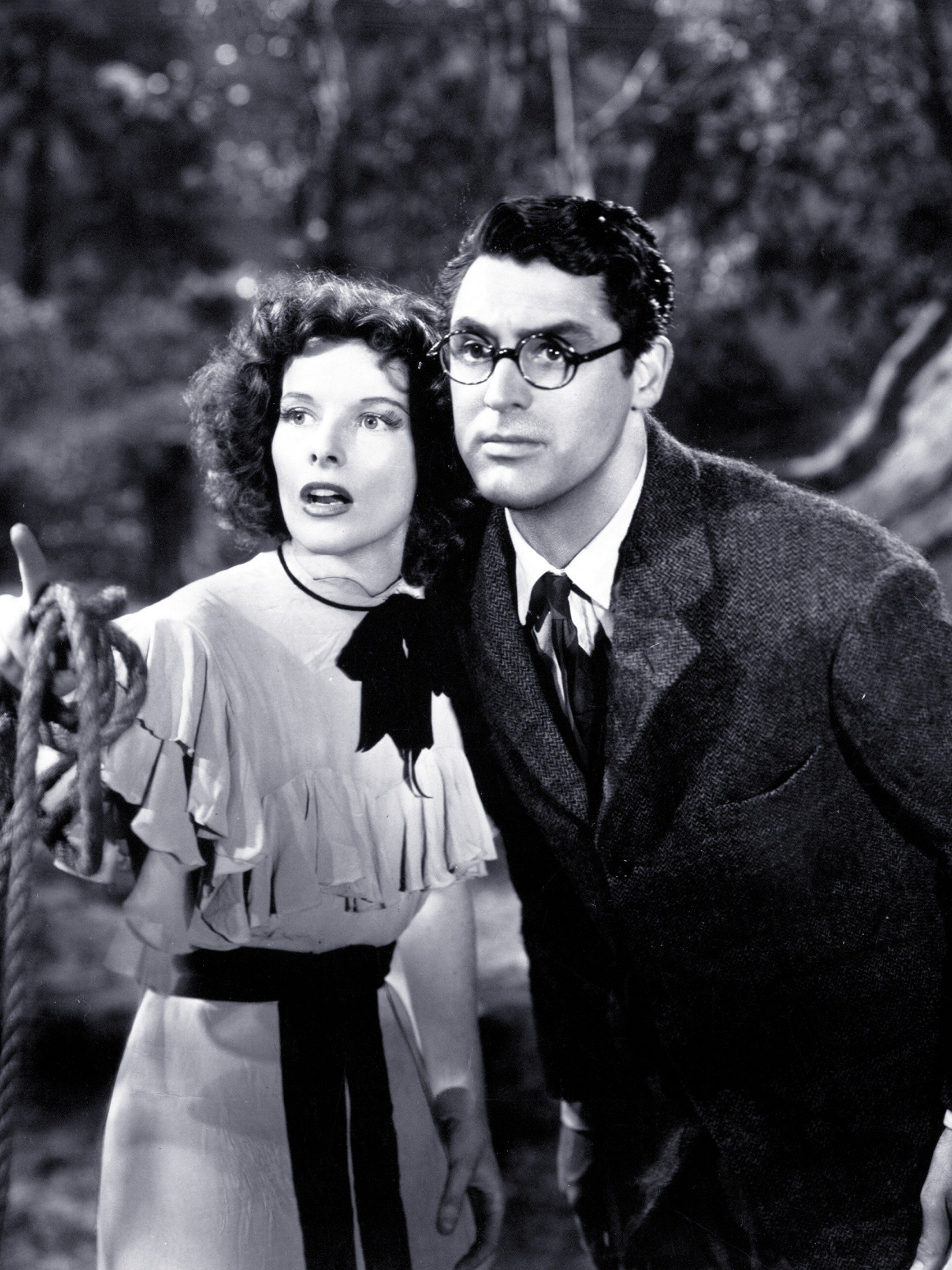
Кэтрин Хепбёрн и Кэри Грант в фильме «Воспитание крошки» (1938), который стал классической эксцентричной комедией своего времени (вместе они снялись в четырёх фильмах).

В своём следующем фильме, «Дверь на сцену» (1937), она снялась в роли Терри Рэндал, которая отражала её собственную жизнь — девушка из высшего общества, пытается стать актрисой. Хепбёрн получила высокие оценки критиков за свою работу, фильм был номинирован на премию «Оскар», в категории «Лучший фильм», но не оправдал надежды RKO не став кассовым хитом. Отраслевые эксперты винили Хепбёрн за небольшую прибыль компании, но студия продолжала свою работу с актрисой воскрешая её популярность. Вскоре она получила роль в эксцентричной комедии Говарда Хоукса, «Воспитание крошки» (1938), в которой сыграла Сьюзен Вэнс, которая влюбляется в палеонтолога по имени Дэвид (его сыграл Кэри Грант) и пытается удержать его в своём доме, чтобы помешать женитьбе Дэвида. Она подошла к работе в этой комедии с уверенностью и взяла советы по игре у коллеги Уолтера Кэтлетта. Фильм был признан критиками хорошим, но тем не менее стал неудачным в прокате. Комедийный жанр и Грант были чрезвычайно популярны в своё время, поэтому биограф Эндрю Скотт Берг считает что причина была в отказе зрителей идти на Хепбёрн.
После выхода фильма «Воспитание крошки» (1938), «Независимый американский театр» включил Хепбёрн в список артистов рассматриваемых как «кассовый яд». Её репутация была на низком уровне, но вскоре RKO предложила ей роль, в фильме с плохими перспективами. Хепбёрн отказалась и вместо этого решила выкупить свой контракт у компании за 75,000 тыс. долларов. Многие актёры боялись покидать систему студий, но личное богатство актрисы позволило ей быть независимой. Некоторое время спустя она подписала контракт на фильм «Праздник» (1938), с «Columbia Pictures», в этом фильме она в третий раз была в паре с Кэри Грантом и играла притесняемую обществом девушку, которая находит радость в отношениях с женихом своей сестры. Комедия была положительно оценена, но не смогла привлечь много аудитории и следующий фильм ей предложили с гонораром на 10,000 тыс. долларов меньше, чем она получала в начале своей карьеры. Размышляя над такими переменам в финансах, Эндрю Бриттон написал о Хепбёрн: «Нет другой звезды возникшей быстрее или получившей более восторженное признание. Нет другой звезды, ставшей настолько непопулярной так быстро и на столь долгое время».

### Возрождение: 1939—1942
|  |
|  |

После спада в карьере, Кэтрин Хепбёрн покинула Голливуд, отправившись на поиски нового проекта и вскоре подписала контракт с Филипом Барри, а после приняла участие в его новой постановке, «Филадельфийская история» (1939). Ей предстояло воплотить образ женщины, с характером светской львицы Трейси Лорд включающий в себя смесь юмора, агрессии, нервозности и уязвимости. Предприниматель Говард Хьюз, был возлюбленным актрисы в то время и он почувствовал, что эта пьеса может стать для неё обратным билетом к звездной славе в Голливуде, поэтому он выкупил права на экранизацию этой пьесы и преподнёс ей в качестве подарка, прежде чем Хепбёрн дебютировала на театральной сцене. Спектакль «Филадельфийская история» впервые гастролировал в США и получил положительные отзывы, а затем был открыт в Нью-Йорке в театре «Шуберт», 28 марта 1939 года. Это был грандиозный успех, в критическом и в финансовом плане, в итоге спектакль составил 417 выступлений, а затем произошёл второй, успешный тур.
Несколько крупных киностудий обратились к Хепбёрн, с просьбой об участии в съёмках экранизации «Филадельфийской истории». В итоге она решила продать права «Metro-Goldwyn-Mayer» (МGМ), крупнейшей кинокомпании Голливуда, при условии что она будет главной звездой. Также в условие договора вошло её желание выбрать любого режиссёра для работы, выбор пал на Джорджа Кьюкора, в качестве партнёров ею были выбраны Джеймс Стюарт и Кэри Грант. Перед началом съёмок, Хепбёрн отметила: «Я не хочу делать слишком большой вход на сцену в этом фильме. Зрители…они думают что я слишком самодовольна или что-то в этом роде. Многие люди хотят видеть меня плашмя падающей на землю». Таким образом, фильм начался с того как Грант повернувшись спиной стучит в дверь квартиры актрисы. Берг вкратце описал, как был создан персонаж Хепбёрн: «Смеха в ней достаточно, так что публика в конечном счёте посочувствует ей», актриса не стала делать себя слишком смешной, так как считала что нужно сохранять свой имидж. «Филадельфийская история» (1940), была одним из самых больших хитов 1940 года, побив все рекорды в «Радио-сити-мьюзик-холл». Критики из журнала Time, говорили что прощают грубое поведение актрисы и писали в её адрес следующее: «Вернись в Голливуд Кейти, всё прощено…». Журнал Variety заявил: «Это картина Кэтрин Хепбёрн…идеальная концепция всех взбалмошных, но с характером светских львиц, сюжет без неё практически немыслим». Кэтрин Хепбёрн также была номинирована на премию «Оскар», за «Лучшую женскую роль».
Хепбёрн была также ответственна за развитие своего следующего проекта, романтической комедии «Женщина года» (1942). Идея для фильма была предложена ей Майклом Канином в 1941 году, который написал сценарий, прочитав его Хепбёрн стала заинтересованной в производстве. Вскоре она представила готовый сценарий «Metro-Goldwyn-Mayer» и потребовала гонорар в размере 250,000 тыс. долларов. Её условия были приняты, актрисе также было предоставлено право выбрать режиссёра и партнёра, выбор пал на Джорджа Стивенса и Спенсера Трейси. Выпущенный в 1942 году, фильм имел большой успех. Критики высоко оценили красоту восприятия между звёздами на экране, критики из журнала Heim, отметили выступление Хепбёрн: «Потрясающе зрелая и совершенная игра», в газете The World-Telegram высоко оценили два «ярких выступления». В итоге актриса получила четвертую номинацию на «Оскар», также в ходе съёмок, Хепбёрн подписала постоянный контракт с «Metro-Goldwyn-Mayer».

### Замедление в 1940-х годах: 1942—1949
В 1942 году актриса вернулась на Бродвей, чтобы сыграть в другой пьесе Филипа Барри, «Без любви», которая также была написана специально для неё. Критики были не в восторге от спектакля, но с Хепбёрн он оставался популярным 16 недель. «Metro-Goldwyn-Mayer» не терпелось воссоединить Спенсера Трейси и Кэтрин Хепбёрн в новом проекте, в итоге они остановили свой выбор на фильме «Хранитель пламени» (1942). В основу сюжета легли тёмные тайны с пропагандой и сообщениями о вреде фашизма, поэтому Хепбёрн восприняла этот фильм как возможность сделать политическое заявление. Картина получила плохие отзывы, но имела финансовый успех, что подтверждало популярность дуэта Хепбёрн и Трейси.
Поскольку после выхода фильма «Женщина года» (1942), у Хепбёрн завязались романтические отношения со Спенсером Трейси и она в основном посвящала всё свободное время ухаживая за ним во время его болезни и в последующие несколько лет. В связи с этим её карьера замедлилась и она работала меньше, в оставшейся части десятилетия, чем в 1930-х годах. Зрителям хорошо запомнилось её появление в 1943 году в эпизодической роли в военном фильме «Солдатский клуб», в котором она играла саму себя. После в 1944 году, она взялась за нетипичную для неё роль, играть китайскую крестьянку в высоко-бюджетной драме «Семя дракона». Хепбёрн была в восторге от фильма, но зрителями он был встречен с безразличием и она была описана как «неподходящая для этой роли». Затем она воссоединилась со Спенсером Трейси в фильме «Без любви» (1945), после чего отказалась от роли в фильме «Остриё бритвы» (1946), чтобы поддержать Трейси во время его возвращения на Бродвей. Фильм «Без любви» (1945) получил плохие отзывы, но новый дуэт Трейси и Хепбёрн стал большим событием и это в свою очередь дало популярность фильму, на который продавалось рекордное количество билетов в пасхальные выходные 1945 года.

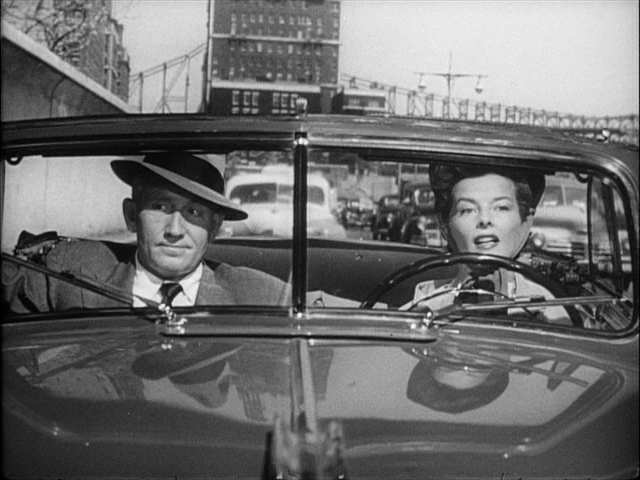
В 1940-х годах Хепбёрн снялась в большинстве фильмов со Спенсером Трейси. Позже она заявила, что благодаря партнёрству с ним она сделала большой рывок в своей карьере, так как в то время он был наиболее популярен. Трейси и Хепбёрн в фильме «Ребро Адама» (1949)

Следующей работой Хепбёрн стал фильм «Подводное течение» (1946), который был плохо встречен критиками. Четвёртым фильмом актрисы в паре с Трейси, стал драматический фильм «Море травы» (1947), действия которого происходят на Диком Западе. Несмотря на вялую реакцию со стороны критиков, картина стала финансово успешной как в Америке, так и за рубежом. В том же году Хепбёрн воплотила образ немецкой пианистки Клары Шуман, в фильме «Песня о любви» (1947), для этой роли она активно обучалась игре на пианино. На момент выпуска фильма в октябре карьера Хепбёрн оказывала существенное воздействие на её общественное противостояние растущему антикоммунистическому движению в Голливуде. В те времена некоторыми людьми она рассматривалась как опасная и прогрессивная личность, поэтому актриса не продолжала работать в течение девяти месяцев. Её следующая роль пришла неожиданно, актрису пригласили заменить Клодетт Кольбер всего за несколько дней до начала съёмок, в политической драме Фрэнка Капры «Состояние единства» (1948). Спенсер Трейси уже давно был заявлен на главную мужскую роль в этом фильме, поэтому Хепбёрн была хорошо знакома со сценарием. Критики положительно оценили фильм, также он имел кассовый успех.
Трейси и Хепбёрн появились на экране вместе уже третий год подряд, в фильме «Ребро Адама» (1949). Сценарий для этой комедии был написан специально их друзьями Майклом Канином и Рут Гордон. В основе сюжета история супругов-юристов, которые противостоят друг другу в суде, Хепбёрн описала эти роли: «Они идеально подходят для Трейси и меня». Хотя её политические взгляды продолжали организовывать пикеты в театрах по всей стране, «Ребро Адама» стал хитом, получил положительные отзывы и стал самым прибыльным проектом для Трейси и Хепбёрн. Критик из New York Times, Босли Кроутер очень хвалил их игру и говорил что: «Этот дуэт — идеальная совместимость».

### Профессиональный рост: 1950—1952

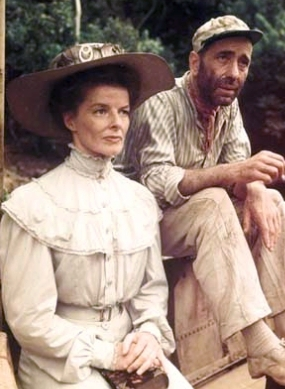
Кэтрин Хепбёрн на съёмках фильма «Африканская королева» в Бельгийском Конго (1951)

В 1950-х годах Хепбёрн начала испытывать ряд профессиональных проблем, когда большинство актрис её поколения начали терять популярность, Уильям Берг описал это десятилетие как «сердце её огромного наследия». В январе 1950 года, Хепбёрн решила сыграть Розалинду в пьесе Уильяма Шекспира, «Как вам это понравится». Она надеялась доказать, что может исполнять классические роли, сказав: «Лучше попробовать что-то сложное и потерпеть неудачу, чем действовать безопасно всё время». Спектакль был открыт в театре «Корт», в Нью-Йорке на широкой публике, билеты были практически распроданы за несколько представлений, а затем вместе с труппой она отправилась на гастроли. Комментарии о Хепбёрн были разнообразными, но она была отмечена как единственная ведущая актриса в Голливуде, которая могла воплотить любой образ на сцене.
В 1951 году актриса снялась в своём первом цветном фильме, «Африканская королева» (1951). Она сыграла Роуз Сэйер, чопорную миссионерку, живущую в Восточной Африке в начале Первой Мировой Войны. Вскоре стало известно что съёмки фильма в основном будут проходить в Бельгийском Конго, актриса сразу согласилась на такую долгую поездку. Процесс оказались трудными, так как Хепбёрн заболела дизентерией во время съёмок, позже она упоминала об этом в своих мемуарах. Фильм был выпущен в конце 1951 года с поддержкой публики и критиков, в итоге преподнёс актрисе пятую номинацию на премию «Оскар», в категории «Лучшая женская роль». Это был первый успешный фильм, в котором она приняла участие без Спенсера Трейси и доказала, что может стать звездой и без него, это в свою очередь полностью восстановило её популярность.
После Хепбёрн снялась в спортивной комедии, «Пэт и Майк» (1952), сценарий для которого вновь написали Майкл Канин и Рут Гордон. В реальной жизни актриса занималась спортом и Канин позже охарактеризовал этот факт, как своё вдохновение для фильма: «Когда я наблюдал за Кейт, когда она играла в теннис…эта идея пришла мне в голову, мне показалось что зрителям это понравится». Хепбёрн была под давлением режиссёра, который просил её выполнить несколько высоко-стандартных, спортивных упражнений, многие из которых не были прописаны в контракте. Фильм «Пэт и Майк» (1952), был одним из самых популярных среди критиков фильмов и он также был любимым из девяти фильмов Хепбёрн, в которых она снялась с Трейси. За свою роль актриса получила номинацию на премию «Золотой глобус», в категории «Лучшая женская роль — комедия или мюзикл».
Летом 1952 года, Хепбёрн отправилась в Лондон, чтобы выступить в десяти-недельном сезоне спектакля Джорджа Бернарда Шоу, «Миллионерша». Впоследствии участие в этой пьесе стало тяжелым опытом для актрисы. После долгой напряжённой работы, она покинула представление измученной, её подруга Констанс Колльер писала, что актриса была на грани нервного срыва. Широко известный спектакль был показан на Бродвее, в октябре 1952 прошла премьера в театре Сэма Шуберта, где несмотря на плохую реакцию критиков, билеты на него были распроданы на десять недель. Хепбёрн впоследствии пыталась сыграть в экранизации этой пьесы, она согласилась работать бесплатно и даже предлагала самой платить режиссёру за работу, но ни одна студия не взялась за этот проект. Позже она называла этот инцидент самым большим разочарованием в своей карьере.

### Роли в пьесах Уильяма Шекспира: 1953—1962

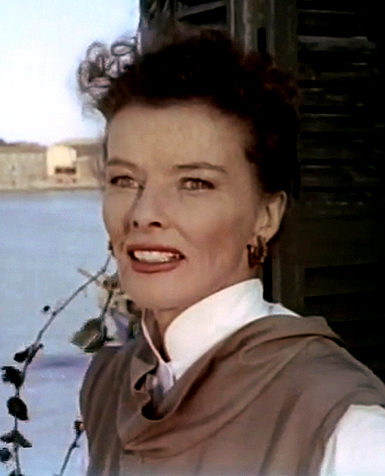
Кэтрин Хепбёрн в роли Джейн Хадсон в фильме «Лето» (1955)

«Пэт и Майк» (1952) стал последним фильмом Хепбёрн, после которого истёк срок её договора с «Metro-Goldwyn-Mayer», что сделало её свободной в выборе своих следующих проектов. Она провела два года отдыхая и путешествуя, прежде чем приняла участие в романтической драме Дэвида Лина, «Лето» (1955). Фильм был снят в Венеции, а Хепбёрн играла одинокую старую женщину, у которой завязался страстный роман с молодым итальянцем. Актриса описала эту роль как «очень эмоциональную», также ей было очень интересно работать с Лином. Во время съёмок Хепбёрн упала в водный канал и в результате чего у неё развилась хроническая инфекция в глазу. Эта роль принесла ей номинацию на премию «Оскар» и была названа одной из её лучших работ. Лин позже сказал, что это был один из его любимых фильмов, которые он создал и что Хепбёрн его любимая актриса. В следующем году актриса провела шесть месяцев на гастролях в Австралии в театральной компании «Олд Вик», играя роли в пьесах «Венецианский купец», «Укрощение строптивой» и «Мера за меру». Тур был успешным, а Хепбёрн получила положительные отзывы критиков и публики за работу.
После Хепбёрн получила номинацию на премию «Оскар» второй год подряд, за свою роль в фильме «Продавец дождя» (1956). Она снова сыграла одинокую женщину, увлечённую любовным романом и вскоре выяснилось, что Хепбёрн нашла своё место играя одиноких и влюблённых женщин, критики и зрители наслаждались её игрой. Актриса сказала, что: «Играя роли Лиззи Карри (Шаман), Джейн Хадсон (Лето) и Рози Сайер (Африканская Королева) — я играла себя. Мне было не трудно играть этих женщин, потому что я тоже незамужняя и одинокая». Меньшим успехом в том году для актрисы стал фильм «Железная нижняя юбка» (1956) — адаптация классической комедии Эрнста Любича, «Ниночка» (1939). Хепбёрн сыграла хладнокровную Советскую лётчицу, Босли Кроутер назвал её выступление ужасным. Это был публичный и коммерческий провал, а критики посчитали что этот фильм стал худшим в карьере Хепбёрн.
Вскоре Трейси и Хепбёрн воссоединились на экране в первый раз за пять лет в офисной комедии, «Кабинетный гарнитур» (1957). Уильям Берг отметил, что фильм возродил их ранее успешный дуэт, но картина не имела кассового успеха. Тем же летом, Хепбёрн вернулась к ролям в пьесах Шекспира, появившись в Стартфорде, она повторила свою роль в «Венецианском купце» и сыграла в спектакле «Много шума из ничего», оба проекта были положительно восприняты.

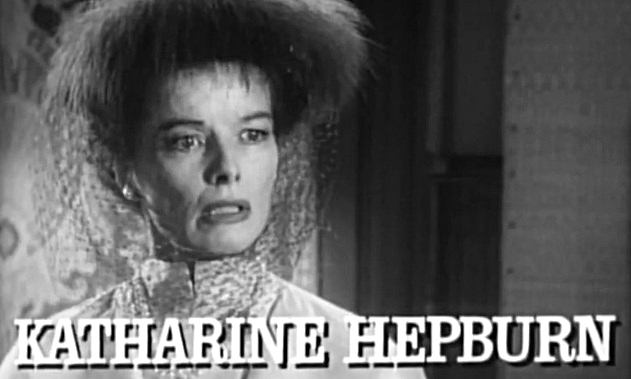
Кэтрин Хепбёрн в роли Вайолет Винейбл в фильме «Внезапно, прошлым летом» (1959)

После двухлетнего перерыва, Хепбёрн снялась в экранизации пьесы Теннесси Уильямса «Внезапно, прошлым летом» (1959), вместе с Элизабет Тейлор и Монтгомери Клифтом. Фильм был снят в Лондоне, и стал очень неприятным опытом для актрисы. Она постоянно конфликтовала с режиссёром Джозефом Манкевичем во время съёмок, которые по словам съёмочной группы с трудом завершились. Картина имела финансовый успех, а её роль жуткой тети Вайолет Венейбл принесла актрисе восьмую номинацию на «Оскар». Теннесси Уильямс был доволен выступлением Хепбёрн, написав: «Кейт — потрясающая актриса, её диалоги звучат хорошо, она обладает удивительной красотой и чёткостью дикции». Он также написал сценарий для фильма «Ночь игуаны» (1961), специально для Хепбёрн, актрисе польстил такой подарок, но она почувствовала что играть эту роль было бы неправильно для неё и отклонила предложение, в итоге роль досталась Аве Гарднер.
Далее Хепбёрн вернулась в Стратфорд летом 1960 года, чтобы сыграть в спектаклях «Двенадцатая ночь» и «Антоний и Клеопатра». В New York Post писали о её ролях: «Хепбёрн воспроизводит универсальный образ для каждой роли…всего один или два её жеста и спектакль уже интересно смотреть». Актриса также была горда своей работой. Её репертуар был ещё более усовершенствован, когда она появилась в экранизации пьесы Юджина О’Нила, «Долгий день уходит в ночь» (1962). Это был малобюджетный проект и актриса согласилась играть в фильме за десятую часть своей зарплаты. Хепбёрн назвала этот фильм «величайшим из когда-либо созданных», к тому же её роль пристрастившейся к морфину Мэри Тайрон, стала одной из лучших работ в её карьере. «Долгий день уходит в ночь» (1962), принёс актрисе девятую номинацию на «Оскар» и Приз за лучшую женскую роль Каннского кинофестиваля, эта роль остаётся одной из её самых прославленных работ в кино.

### Успех в последующие годы: 1963—1970

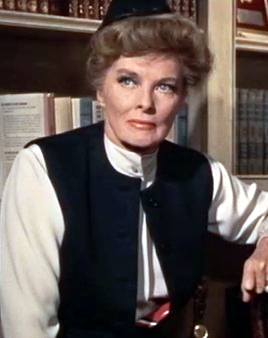
Кэтрин Хепбёрн в роли Кристины Дрейтон в фильме «Угадай, кто придёт к обеду?» (1967)

После завершения съёмок фильма «Долгий день уходит в ночь» (1962), Хепбёрн сделала перерыв в карьере, чтобы ухаживать за больным Спенсером Трейси. Она не работала до 1967 года, в котором вышел фильм «Угадай, кто придёт к обеду?», эта картина стала девятым фильмов в котором она снялась вместе с Трейси. Фильм затрагивает тему межрасового брака, роль дочери актрисы в этом проекте исполнила Кэтрин Хотон — племянница Кэтрин Хепбёрн. Во время съёмок Трейси был уже тяжело болен, Кэтрин Хотон позже прокомментировала, что её тётя очень сильно переживала в процессе съёмок. Трейси умер через 17 дней после окончания съёмок его последней сцены от сердечно-сосудистого заболевания. Фильм «Угадай, кто придёт к обеду?» (1967), стал триумфальным возвращением Хепбёрн и её самой коммерчески успешной картиной в этом десятилетии. За свою роль она выиграла вторую премию «Оскар», в номинации «Лучшая женская роль», спустя 34 года после её первой победы. Свой второй «Оскар» актриса посвятила своему умершему возлюбленному Спенсеру Трейси.
Хепбёрн сразу же вернулась к актёрской деятельности после смерти Трейси, предпочитая занимать себя работой, как средством против сильного горя. Она получила многочисленные предложения, но решила сыграть Алиенору Аквитанскую в фильме «Лев зимой» (1968), эту роль актриса называла увлекательной. Хепбёрн много читала о своей героине, её главным партнёром по фильму стал Питер О'Тул. Съёмки фильма проходили в Аббатстве «Монтмаур» на юге Франции. Джон Рассел Тейлор сказал, что роль Алиеноры Аквитанской — это результат её долгой и продуктивной работы над ней, также он высказался о том что с момента своего первого появления в кино Хепбёрн выросла как актриса и развила своё мастерство до высшего уровня. Фильм был номинирован во всех главных категориях на «Оскар» и второй год подряд (после Луизы Райнер), Хепбёрн получила третий «Оскар», за «Лучшую женскую роль» (совместно с Барбарой Стрейзанд), а также премию BAFTA. Следующее появление актрисы было в фильме «Безумная из Шайо» (1969), картина обернулась публичным и финансовым провалом, в своих комментариях режиссёр сказал что ошибся предложив роль Хепбёрн.
С декабря 1969 по август 1970 года, Хепбёрн выступала в Бродвейском мюзикле «Коко», рассказывающем о жизни Коко Шанель. Она призналась, что никогда раньше не пела на сцене. Хепбёрн была несильна как певица, но всё же решила спеть, Уильям Берг позже добавил: «Чего ей не хватало, так это спеть на сцене и она с храбростью сделала это». Актриса брала уроки вокала шесть раз в неделю при подготовке к спектаклю. Перед каждой премьерой она нервничала и говорила себе: «Интересно, какого чёрта я вообще здесь делаю». Комментарии о спектакле были посредственными, но сама Хепбёрн была оценена в роли Коко и была популярна у публики, связи с требованиями которой спектакль дважды продлевался. Позже актриса сказала что впервые она признала для себя, что общественность была не против неё и даже казалось, полюбила её. За свою роль в этом спектакле Хепбёрн получила номинацию на премию «Тони», в категории «Лучшая женская роль в мюзикле».

### Кино, телевидение и театр: 1971—1983

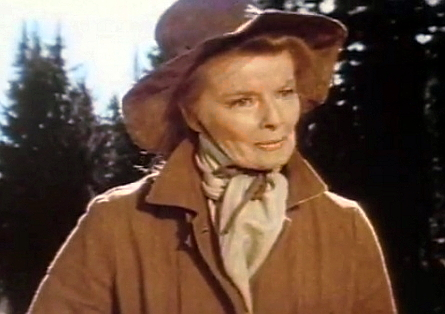
Кэтрин Хепбёрн в роли Юлы Гуднайт в фильме «Рустер Когберн» (1975)

Кэтрин Хепбёрн оставалась активной в профессии на протяжении 1970-х годов, с акцентом на роли, описанные Эндрю Бриттоном как: «…Или строгая мать или сумасшедшая старушка что живёт одна». Первоначально она отправилась в Испанию, чтобы сняться в фильме «Троянки» (1971), вместе с Ванессой Редгрейв. Когда актрису спросили, почему она приняла это предложение, она ответила, что хотела расширить свой ассортимент и попробовать всё, чего не успела. Фильм был плохо принят критиками, но критики из Канзаса назвали исполнение Хепбёрн лучшим в этом году. В 1971 году она подписала контракт на съёмки в адаптации романа Грэма Грина «Путешествия с моей тётей», но была недовольна ранней версией сценария и было решено переписывать его по её усмотрению. Студии не понравились эти изменения, поэтому Хепбёрн покинула проект и была заменена на Мэгги Смит. Её следующий фильм, экранизация пьесы Эдварда Олби «Неустойчивое равновесие» (1973), режиссёра Тони Ричардсона, имел небольшой релиз и получил неблагоприятные отзывы.
В 1973 году Хепбёрн решила появиться на телевидении в первый раз, в главной роли в телевизионном фильме «Стеклянный зверинец». Она настороженно отнеслась к роли в этом проекте, но в итоге он оказался одним из главных телевизионных событий года, получив высокие рейтинги Нильсена. Хепбёрн получила номинацию на премию «Эмми», за роль задумчивой, южной красавицы Аманды Уингфилд, которая пытается вернуться к аристократической жизни которую она помнит с детства. Её следующая роль была в телефильме «Любовь среди руин» (1975), драме эпохи короля Эдуарда. Она получила положительные отзывы и высокие рейтинги, а также была удостоена премии «Эмми», в номинации «Лучшая женская роль в мини-сериале или фильме».
После Кэтрин Хепбёрн в первый раз посетила церемонию вручения премии «Оскар» в 1974 году, чтобы вручить награду имени Ирвинга Тальберга, Лоуренсу Вайнгартену. Публика аплодировала ей стоя несколько минут, а она в свою очередь шутила: «Я очень счастлива что мне никто не сказал — пока». В следующем году она в паре с Джоном Уэйном снялась в фильме «Рустер Когберн» (1975), который являлся продолжением оскароносного фильма «Настоящее мужество» (1969). Хепбёрн сыграла глубоко религиозную пожилую женщину, которая объединяется с одиноким мужчиной, чтобы отомстить за смерть члена своей семьи. Фильм получил посредственные отзывы, его кастинг был достаточно продуктивен, чтобы привлечь внимание публики, но фильм не оправдал надежд студии и стал умеренно успешным.

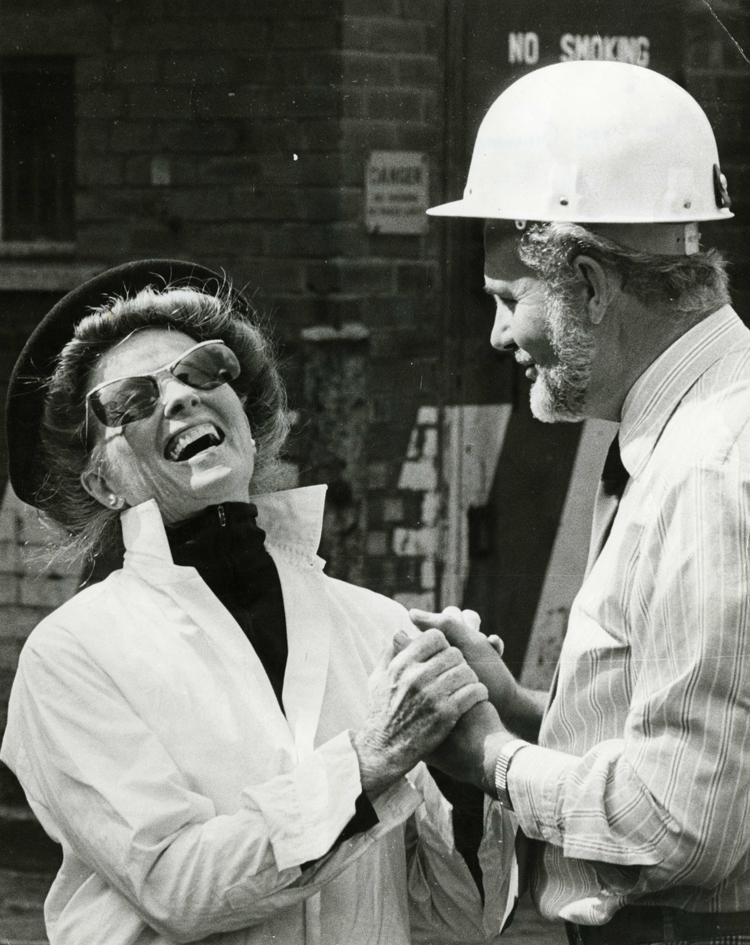
Кэтрин Хепбёрн и Майк Омен во время съёмок фильма «Кукуруза зелена» (1978)

В 1976 году Хепбёрн вернулась на Бродвей и в течение трёх месяцев играла в пьесе Энид Бэгнольд «Вопрос тяжести». Роль эксцентричной миссис Базиль стала считаться идеальным образцом для актрисы и пьеса была популярна несмотря на плохие отзывы, а позже она отправилась в успешный тур по всей стране. Во время пребывания в Лос-Анджелесе, Хепбёрн сломала бедро, но всё равно решила продолжить турне с выступлениями в коляске. В том же году она была признана «Любимой киноактрисой», получив премию «Выбор народа». После трёхлетнего перерыва, актриса снялась в фильме «Вышел зайчик полетать» (1978), не требуя гонорара за работу. Приключенческая комедия стала одним из крупнейших провалов в её карьере, сценарист Джеймс Придо, который работал с Хепбёрн, позже писал, что «фильм умер в момент выхода» и называл его своим «потерянным фильмом». Хепбёрн утверждала, что главная причина по которой она приняла предложение — это возможность покататься на воздушном шаре. После актриса отправилась в Уэльс, чтобы принять участие в съёмках телевизионного фильма «Кукуруза зелена» (1979). Это был последний из десяти фильмов Хепбёрн в котором она работала вместе с Джорджем Кьюкором, за роль в котором она получила номинацию на «Эмми».
К 1980 году у Хепбёрн развился сильный тремор, из-за которого она постоянно качала головой. Она не работала в течение двух лет, заявив в телевизионном интервью: «Я слишком стара, теперь пусть молодые карабкаются и потеют». В этот период времени она сходила на Бродвейскую постановку «На золотом озере» и была впечатлена как пожилая супружеская пара справляется с трудностями в старости. Джейн Фонда приобрела права на экранизацию этой пьесы и пригласила своего отца, актёра Генри Фонду чтобы он сыграл главную мужскую роль, а Хепбёрн стремилась сыграть роль его жены, Этель Тэйер. Фильм «На золотом озере» стал успешным, вторым самым кассовым фильмом 1981 года. Но больше всех поразило, как энергичная 74-летняя Кэтрин Хепбёрн нырнула одетой в озеро Сквам и вживую исполнила песню. За свою роль в этом фильме актриса выиграла вторую премию BAFTA и рекордный четвёртый «Оскар». Гомер Диккенс в своей книге о Хепбёрн, отметил что: «Победа актрисы в узких кругах считалась сентиментальной, но большинство посчитали эту победу результатом её долгой, упорной и тяжёлой работы в кино, а также многие олицетворяли эту победу как дань уважения к Кэтрин Хепбёрн».
Хепбёрн также появилась на театральной сцене в 1981 году. Она получила вторую номинацию на премию «Тони», за роль семидесятилетней вдовы желающей прожить ещё долгую жизнь, в пьесе «Вестсайдский вальс». Журналом Variety отмечалось, что роль была очевидной и вполне приемлемой для собственного имиджа актрисы. Уолтер Керр из New York Times, писал о её исполнении: «Она таинственная женщина, она умеет вдыхать жизнь в безжизненные проекты». Актриса надеялась принять участие в экранизации этой пьесы, но никто не купил права на кинопроизводство. Популярность Хепбёрн как одной из самых любимых актрис США была твёрдо установлена в ходе опроса который провел журнал People, а чуть позже она была удостоена второй премии «Выбор народа».

### Дальнейшие работы на телевидении и завершение карьеры: 1984—1994
В 1984 году Хепбёрн снялась в фильме «Грейс Куигли», рассказывающем историю пожилой женщины, которая нанимает киллера (его сыграл Ник Нолти), чтобы убить себя. Хепбёрн нашла интересной работу в этом мрачном фильме, но отзывы были негативные, а кассовые сборы небольшие. В 1985 году она представила телевизионный документальный фильм о жизни и карьере Спенсера Трейси. Большинство её работ в то время были в основном в телевизионных фильмах, которые не получили похвалу от критиков, но по-прежнему пользуются популярностью у зрителей. С каждым фильмом, Хепбёрн хотела объявить об окончании своей карьеры в кино, но какое то время спустя она продолжала играть новые роли. Актриса получила номинацию на премию «Эмми» в 1986 году, за роль в фильме «Миссис Делафилд хочет замуж», а через два года снялась в комедии «Здесь спала Лора Лэнсинг», в которой она снялась со своей внучатой племянницей Шайлер Грант.
В 1991 году Хепбёрн выпустила свою автобиографию, «Me: Stories of my Life», которая возглавляла списки бестселлеров больше года. После она вернулась на телеэкраны в 1992 году в фильме «Мужчина этажом выше», за роль в котором актриса получила номинацию на премию «Золотой глобус». В 1994 году она работала вместе с Энтони Куинном в фильме, «Это не может быть любовью», который в значительной степени был основан на собственной жизни Хепбёрн, с многочисленными ссылками на её личность и карьеру. Позже этот фильм был описан как «вымышленный вариант её жизни», а критики отметили что Хепбёрн по сути, играла саму себя.
Предпоследним фильмом с участием Хепбёрн, стала мелодрама «Любовная история» (1994). В 86 лет, она играла главную роль вместе с Аннетт Бенинг и Уорреном Битти. Это был единственный фильм в карьере Хепбёрн, в котором она не играла ведущую роль. Роджер Эберт отметил, что это был первый раз, когда она выглядела хрупкой, но её «величественный дух» был все ещё в ней и её сцены «украшали фильм». В 1994 году Кэтрин Хепбёрн снялась в своём последнем фильме «Одно Рождество» (1994), за роль в котором она была номинирована на «Премию Гильдии киноактёров США», в категории «Лучшая женская роль в телефильме или мини-сериале». На момент съёмок фильма актрисе было 87 лет.

## Личная жизнь

### Имидж и характер
Кэтрин Хепбёрн была известна своей отдалённой от общества жизнью, она не любила давать интервью или общаться с поклонниками на протяжении большей части своей карьеры. Таким образом, она отдалила себя от светского образа жизни, который считала нудным и поверхностным, также актриса носила одежду в стиле casual, который был неприемлем в эпоху гламура.
Она редко появлялась на публике и избегала посещения ресторанов, а однажды даже вырвала камеру из рук фотографа, который сфотографировал её без разрешения. Несмотря на стремление к уединению, Хепбёрн наслаждалась своей славой и позже призналась, что ей бы не понравилось, если бы пресса полностью игнорировала её. Много лет спустя, начиная с двухчасового интервью на «Шоу Дика Кавета» в 1973 году, Хепбёрн становилась всё более открытой с общественностью.
Хепбёрн была полна энергии и энтузиазма, это часто упоминается в её биографии, а её личная независимость стала ключом к её успеху. «Такая уверенность в себе означала, что она может контролировать любые сложные ситуации» , — говорил её друг Майкл Канин, который сравнивал Хепбёрн со своей школьной учительницей, которая могла быть строгой и искренней. Кэтрин Хотон прокомментировала, что её тетя может быть «невыносимо самодовольной и властной». Хепбёрн призналась, что была особенно невыносима в раннем возрасте, когда требовала что-то. Она всегда радовалась жизни, а порой рассуждала: «Я люблю жизнь и мне так повезло, почему бы мне не быть счастливой?». Эндрю Скотт Берг хорошо знал Хепбёрн в последние годы и заявил, что хотя она была требовательной, она сохранила чувство смирения и человечности.
Актриса вела активную жизнь, занималась плаванием и каждое утро играла в теннис. Даже в пожилом возрасте, она продолжала играть в теннис регулярно, это было указано в документальном фильме о ней, «Кэтрин Хепбёрн: всё обо мне» (1993). Она также любила живопись, которая стала её страстью в последние годы жизни. Когда её спросили о политике, Хепбёрн сказала репортёрам: «Я всегда говорю, что я в интересах меньшинств и принимаю либеральную сторону. Я не тот человек который говорит „нет“ простому народу». Антикоммунистическое движение в 1940-х годах в Голливуде подтолкнуло её к политической деятельности: она вошла в Комитет по первой поправке. Её имя также упоминалось на слушаниях комиссии по расследованию антиамериканской деятельности, но Хепбёрн отрицала, что сочувствует коммунистам. Позже она открыто пропагандировала противозачаточные средства и поддерживала аборты. Она придерживалась теории Альберта Швейцера — «Благоговение перед жизнью», но не была религиозной и не верила в загробную жизнь. В 1991 году Хепбёрн сказала журналистам: «Я атеист и это всё. Я считаю, что мы ничего не можем знать кроме того, что мы должны быть добрее друг к другу и делать то, что мы можем делать для других людей». За свои публичные заявления об этих убеждениях, она получила награду Американской гуманистической ассоциации в 1985 году.

### Отношения
Единственным мужем Хепбёрн был Ладлоу Огден Смит, бизнесмен из Филадельфии, с которым она познакомилась ещё во время учёбы в колледже Брин-Мар. Пара поженилась 12 декабря 1928 года, когда ей был 21 год, а ему — 29. Хепбёрн не взяла фамилию мужа, потому что считала, что имя Кэтрин Смит звучит слишком просто. Она никогда полностью не отдавала себя браку и всегда ставила в приоритете свою карьеру. После переезда в Голливуд в 1932 году актриса закрепилась в своей отчуждённости, и в 1934 году она отправилась в Мексику, чтобы получить быстрый развод. Хепбёрн часто выражала благодарность Смиту за его финансовую и моральную поддержку в первые дни её карьеры, поэтому в своей автобиографии она назвала себя «страшной свиньёй», за то что так жестоко растоптала его любовь. Пара оставалась друзьями вплоть до смерти Смита в 1979 году.
Вскоре после переезда в Калифорнию Хепбёрн начала отношения со своим агентом Леландом Хейвордом, хотя они оба на тот момент были женаты. Хейворд предложил актрисе после того, как они оба будут в разводе, пожениться, но она отказалась, объяснив: «Мне хотелось быть одинокой и независимой». Их отношения продолжались четыре года. В 1936 году, во время турне со спектаклем «Джейн Эйр», Хепбёрн начала встречаться с предпринимателем Говардом Хьюзом. Годом ранее их познакомил общий друг Кэри Грант. Хьюз пожелал на ней жениться и сообщил всем о грядущем бракосочетании, но Хепбёрн была слишком сосредоточена на возрождении своей несостоявшейся карьеры. Они расстались в 1938 году, когда Хепбёрн покинула Голливуд после того, как попала в список актёров, рассматриваемых как «кассовый яд».

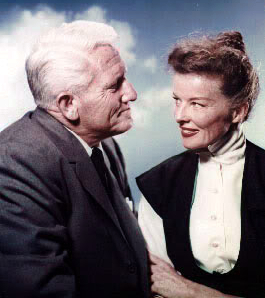
Рекламное фото Кэтрин Хепбёрн и Спенсера Трейси к фильму «Кабинетный гарнитур» (1957)

Хепбёрн была тверда в своём решении не выходить замуж и не заводить детей. Она считала, что материнство должно требовать полной отдачи и сказала, что не была готова отдать себя кому-то другому. Она сказала: «Я была бы ужасной матерью, потому что я в основном очень эгоистичный человек». Она чувствовала, что имела частичный опыт родителя, воспитывая младших братьев и сестёр, которые удовлетворили её потребность иметь собственных детей. В начале 1930-х годов ходили слухи, что Хепбёрн могла быть лесбиянкой или бисексуалкой, о чём она часто шутила. В 2007 году Уильям Манн выпустил биографию актрисы, в которой утверждал, что она действительно не была гетеросексуальна. В ответ на это её племянница Кэтрин Хотон сказала: «Я никогда не обнаруживала никаких доказательств того, что она была лесбиянкой».

#### Кэтрин Хепбёрн и Спенсер Трейси: «Любовь на экране и в жизни»
Наиболее значительные отношения у Хепбёрн были со Спенсером Трейси, её коллегой, с которым она снялась в девяти фильмах. В автобиографии она написала: «Когда я находилась вместе со Спенсером, у меня были уникальные чувства. Я бы сделала для него что угодно». Лорен Бэколл, близкая подруга актрисы, позднее писала о том, как слепо она была влюблена в актёра. Их отношения впоследствии получили большую огласку и они часто упоминались как одна из легендарных пар Голливуда. Когда они впервые встретились, ей было 34 года, а ему 41 год, Трейси изначально с недоверием отнёсся к Хепбёрн, он был удивлён её мальчишеским поведением и грязными ногтями, поэтому вскоре он начал подозревать, что она была лесбиянкой, но Хепбёрн сказала: «А когда я его встретила, сразу поняла, что он неотразим». Трейси оставался женатым на протяжении их долгих отношений, хотя он и его жена Луиза решили жить отдельно с 1930-х годов, у них никогда не было официального развода. Хепбёрн не вмешивалась в их отношения и никогда не пыталась женить на себе Трейси.
Поначалу Трейси был намерен скрывать свои отношения с Хепбёрн от своей жены, поэтому они редко оставались наедине. Они были осторожны и старались не появляться на публике вместе. У Трейси были проблемы с алкоголем и он часто был в депрессии, Хепбёрн описывала его измученным и посвятила себя тому, чтобы сделать его жизнь легче. Сообщения от людей, которые видели их вместе, описывали, как Хепбёрн менялась, когда находилась рядом с ним. Она становилась робкой, лелеяла его и слушалась его во всём, в итоге Трейси стал сильно зависим от неё. Они часто проводили время вдали друг от друга из-за своей работы, особенно в 1950-е годы, когда Хепбёрн работала в основном за рубежом.
Здоровье Трейси значительно ухудшилось в 1960-х годах, поэтому Хепбёрн сделала пятилетний перерыв в карьере, чтобы ухаживать за ним. Она переехала в дом Трейси, когда он был тяжело болен, и до самой его смерти (10 июня 1967 года) находилась рядом с ним. Из уважения к семье Трейси она не присутствовала на его похоронах. Только после смерти Луизы Трейси, в 1983 году, Хепбёрн начала говорить публично об их романе. В ответ на вопрос, почему она оставалась с Трейси так долго, несмотря на характер их отношений, она сказала: «Я, честно говоря, не знаю. Я могу только сказать, что я никогда не могла оставить его». Она утверждала, что не знала, как он относился к их долгому роману, но для неё эти двадцать семь лет вместе, были «абсолютным блаженством».

### Последние годы и смерть

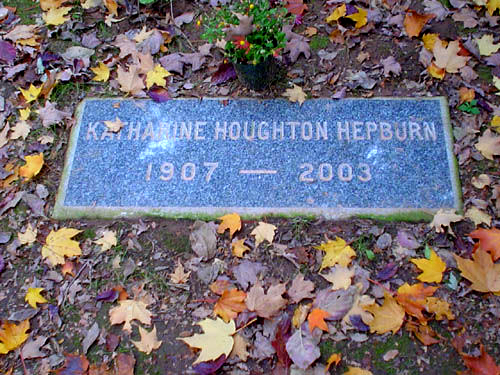
Надгробие Кэтрин Хепбёрн в Хартфорде

Кэтрин Хепбёрн часто говорила в восьмидесятых: «У меня нет страха смерти, но я уже давно предвкушаю это событие. Смерть будет так прекрасна — это сладкий и вечный сон». Её здоровье начало ухудшаться вскоре после её последней роли в кино. Она была госпитализирована в марте 1993 года из-за истощения, зимой 1996 года она была госпитализирована с пневмонией. В 1997 году она стала очень слабой, говорила и ела очень мало, многие боялись, что она умрёт, в последние годы жизни у Хепбёрн наблюдались признаки деменции. В июле 2001 года она была госпитализирована с инфекцией мочевыводящих путей. В мае 2003 года у неё обнаружили злокачественную опухоль на шее, но было принято решение не делать операцию из-за преклонного возраста. Актриса умерла 29 июня 2003 года, через месяц после своего 96-го дня рождения, в своём семейном поместье в Фенвике (Хартфорд), штат Коннектикут. Она была похоронена на семейном участке кладбища Сидар-Хилл в Хартфорде. В связи с пожеланием Хепбёрн панихида не проводилась.
Смерть Кэтрин Хепбёрн вызвала широкий общественный резонанс. В течение нескольких месяцев после её кончины в прессе и на телевидении освещались её жизнь и карьера, ей посвящались многие телепередачи, а заголовки ряда газет и журналов выходили со статьями об актрисе на первой полосе. Президент США Джордж Буш выступил с заявлением, в котором было сказано, что «Хепбёрн войдёт в историю как одно из художественных сокровищ нации». В честь её большого вклада в театральную жизнь страны вечером 1 июля 2003 года были погашены огни Бродвея. В 2004 году в соответствии с пожеланием актрисы её вещи были выставлены на аукционе Сотбис в Нью-Йорке, который собрал в итоге 5,8 млн долларов.

## Оценки творчества
Её лучший образ в фильме был, когда она была представлена сидящей на высокой лошади с немного вычурными, распущенными волосами. Этот образ был карающим мечом для всех, кто хотел унизить её, она показала себя как очень хорошая девушка, спортивная и демократичная.
Историк кино и кинокритик Ричард Шикель о Кэтрин Хепбёрн.
Многие сходятся во мнении, что Хепбёрн не была инстинктивной актрисой. Она любила тщательно изучать сценарий и очень долго воспроизводить своего персонажа, убедившись что она сделала всё отлично, актриса начинала репетировать и как можно больше, также она просила снимать одну сцену несколько раз. С подлинной страстью к индустрии кино, она тяжело работала над каждой ролью, обучалась всем необходимым навыкам и все трюки выполняла сама. Она была известна не только строгим отношением к себе, но и к своим коллегам. Комментируя её мотивацию к работе, Стэнли Крамер сказал: «Работать, работать и работать. Она умеет работать, пока не выжмет из себя всё до капли». Хепбёрн также сама участвовала в производстве каждого из её фильмов, вносила предложения по сценарию и высказывала свое мнение обо всём, от костюмов до освещения.
Героини Хепбёрн были очень интересными, состоятельными и умными, сильными и независимыми. Майкл Канин сказал: «Формула успеха Хепбёрн: заносчивость, грубоватость и безумная тяга к работе». В связи с её изображением таких персонажей, её называли воплощением противоречий, обладательницей природного статуса женщины. Кинокритик Молли Хэскелл прокомментировала важность исполнения Хепбёрн своих персонажей: «Её пугающее присутствие было необходимо, её персонажи занимались самоуничтожением, чтобы остаться на хорошей стороне зрителей».
Кэтрин Хепбёрн — одна из самых знаменитых актрис в мире, но она также подвергалась критике за недостаточную гибкость в исполнении ролей. Её персонаж всегда соответствовал её истинной личности, в этом Хепбёрн призналась сама. В 1991 году она сказала журналистам: «Я думаю, что я всегда одинаковая. У меня очень целеустремлённый характер и мне нравится фильм, в котором я присутствую как личность». Драматург и писатель Дэвид Макрэй сказал: «Посмотрите любой фильм с Кэтрин Хепбёрн и спросите себя. Если она не играет по существу, одну и туже роль снова и снова…это либо есть либо нет, давайте не путать по настоящему увлекательную и уникальную женщину с превосходной актрисой». Хепбёрн также неоднократно критиковали, за слишком грубое, холодное и отчуждённое поведение.

## Наследие
Кэтрин Хепбёрн являлась важной и влиятельной деятельницей культуры. Рос Хортон и Салли Симмонс включили её в свою книгу «Женщины, изменившие мир», которая чтит 50 женщин, которые помогли сформировать мировую историю и культуру. Также она входит в список Британской энциклопедии — «300 женщин, которые изменили мир», в список «100 самых важных женщин 20-го века» журнала Ladies Home, в список «100 легенд века» журнала Variety, и занимает 84 место в списке «200 величайших легенд поп-культуры всех времён» канала VH1. В 1999 году Американский институт кино назвал Хепбёрн «величайшей актрисой в истории Голливуда».
Что касается кинематографического наследия Хепбёрн, телеведущий Шеридан Морли сказал, что она «сломала все барьеры для женщин в Голливуде», где она была воплощением волевой женщины на экране. Киноакадемик Эндрю Бриттон написал исследование в котором описал Хепбёрн как «ключ к классическому Голливуду», и описывал её феминистское влияние на индустрию кино. Мэрион Эдвардс утверждала, что влияние Хепбёрн способствовало возрождению новых женщин.

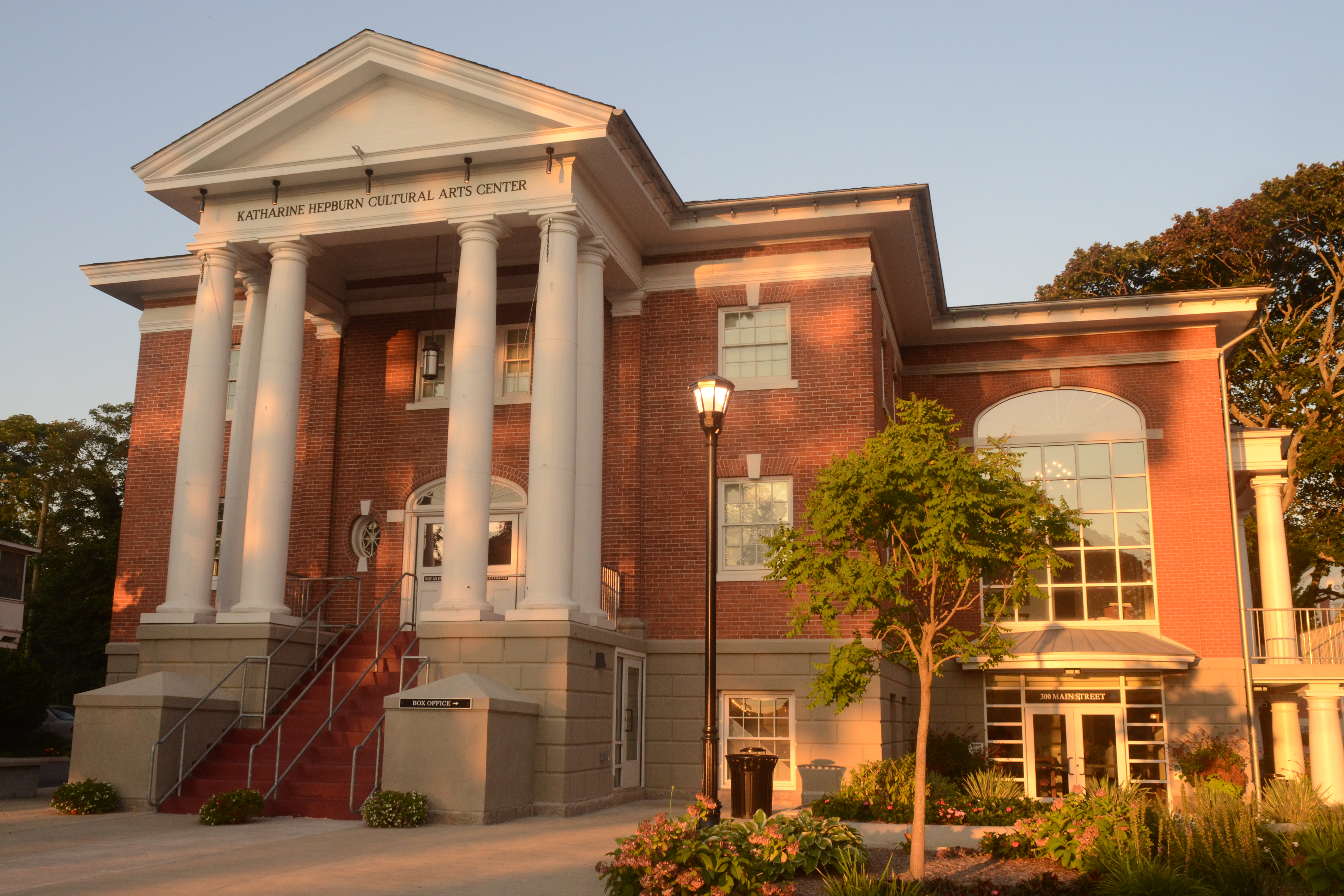
«Центр искусств и культуры Кэтрин Хепбёрн» в Олд-Сейбруке

Вне экрана, Хепбёрн жила в непривычной для своего времени манере, таким образом она стала символизировать «современную женщину» и сыграла важною роль в изменении отношения к женскому полу. Хортон и Симонс писали о Хепбёрн: «Уверенная в себе и остроумная, четырёхкратная обладательница премии „Оскар“ Кэтрин Хепбёрн бросала вызов Конвенции на протяжении всей своей профессиональной и личной жизни…её образом напористой и сильной женщины можно только восхищаться и равняться на него всем остальным женщинам». После смерти Хепбёрн, историк Джанин Бэссинджер заявила: «Кэтрин Хепбёрн принесла нам новый вид героини — современной и независимой». Мэри Макнамара, журналист и обозреватель из Лос-Анджелес Таймс написала: «Кэтрин Хепбёрн была больше чем кинозвезда, она была покровителем всех американских женщин». Она не всегда была почитаемой феминисткой, из-за своих публичных заявлений, о том что женщина не может иметь всё. Наследие Хепбёрн распространяется и на моде, она была первой женщиной носившей брюки в начале XX века. Актриса вносила свой вклад в обеспечение изготовления специальных брюк для женщин, в то время как фанаты начали подражать ей в выборе одежды. В 1986 году она получила премию от Совета модельеров Америки, учитывая то влияние, которое она произвела на женскую моду.
Ряд картин с участием Хепбёрн, стали классикой американского кино: «Африканская королева» (1951), «Филадельфийская история» (1940), «Воспитание крошки» (1938), и «Угадай, кто придёт к обеду?» (1967), включённые Американский институтом кино в список «100 лучших американских фильмов за 100 лет». «Ребро Адама» (1949) и «Женщина года» (1942) были включены АFI в список «100 самых смешных американских фильмов за 100 лет». Её аристократический прерывистый голос является одним из самых узнаваемых в мировом кино [Sample, from Stage Door (1937)о файле].

### Мемориалы
Кэтрин Хепбёрн была удостоена нескольких мемориалов, в квартале Тертл-Бей в Манхэттене, где она проживала на протяжении 60 лет. В 1977 году, неподалёку от дома где она проживала, был построен сад названный её именем. Сад состоит из двенадцати ступеней, символизирующие двенадцать номинаций актрисы на премию Американской киноакадемии, каждая из которых содержит надпись с цитатой актрисы. К тому же пересечение Восточной 49-й улицы и 2-й авеню названо «площадью Кэтрин Хепбёрн». Именем актрисы был назван театр в городе Олд-Сейбрук, где Хепбёрн провела свои последние годы. Спустя три года после её смерти, колледж Брин-Мар, альма-матер Хепбёрн, основал «Центр Кэтрин Хотон Хепбёрн». Он был посвящён актрисе и её матери и призывал женщин участвовать в решении важных вопросов, затрагивающих их пол. «Центр культуры и искусств Кэтрин Хепбёрн» был открыт в 2009 году в Олд-Сейбруке, штат Коннектикут, расположенный на месте семейного пляжного дома, который она очень любила. Здание включает в себя музей Кэтрин Хепбёрн.

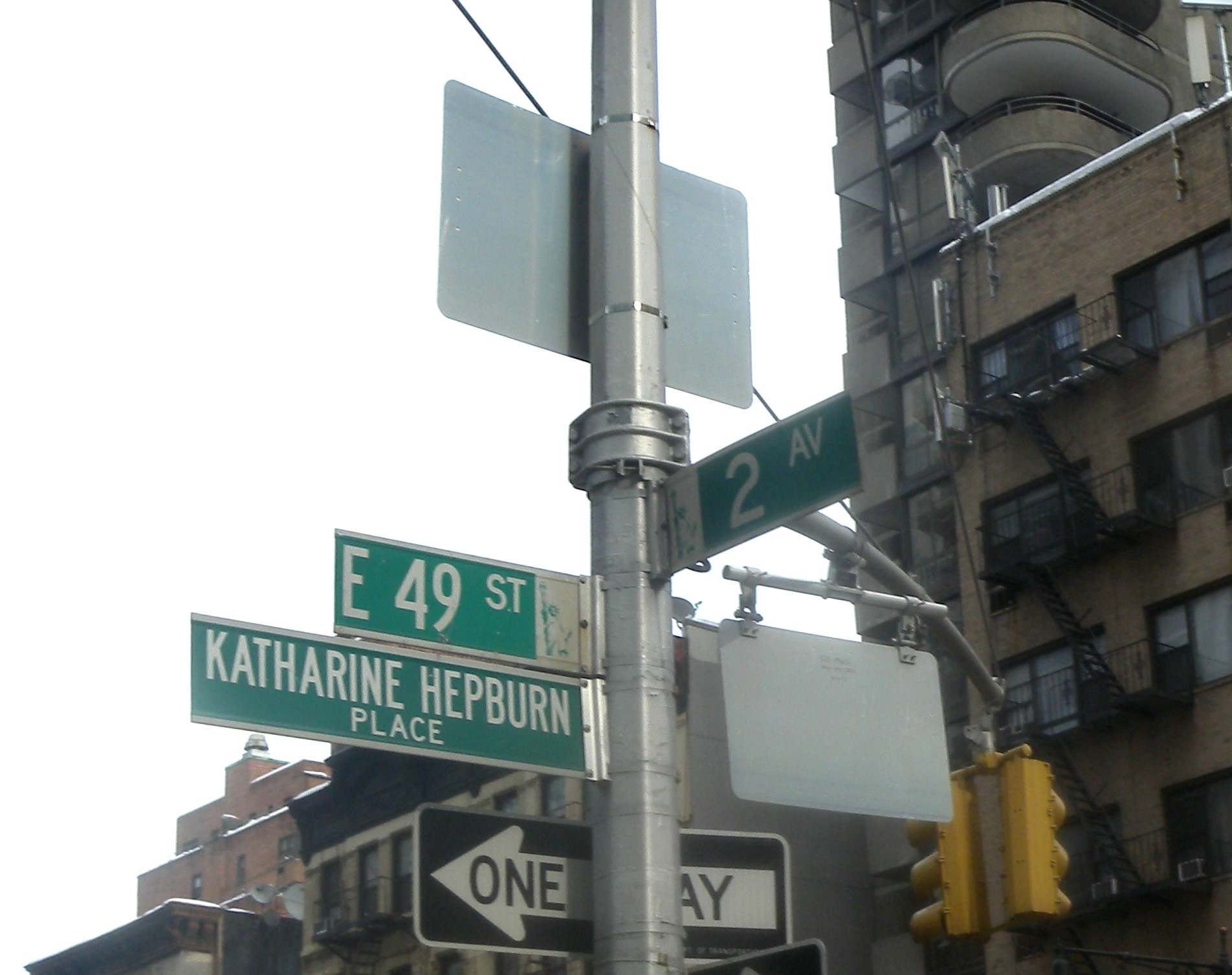
Площадь Кэтрин Хепбёрн

В библиотеке Академии кинематографических искусств и наук и в Нью-Йоркской публичной библиотеки хранятся личные документы Кэтрин Хепбёрн. Отрывки из Нью-Йоркской коллекции документов Хепбёрн описывающих её театральную карьеру, были представлены на выставке, «Katharine Hepburn: In Her Own Files» в 2009 году. Выставка «One Life: Кейт, Centennial Celebration», проходила в Национальной портретной галерее в Вашингтоне с ноября 2007 по сентябрь 2008 года. В Кентском Государственном Университете выставлялась подборка из её кино и театральных костюмов с октября 2010 по сентябрь 2011 года, на аукционе «Katharine Hepburn: Dressed for Stage and Screen». Кэтрин Хепбёрн также была удостоена своих собственных почтовых марок в рамках серии «легенды Голливуда». В 2015 году британский институт кино провёл два месяца ретроспективной работы изучая биографию Кэтрин Хепбёрн.

### Экранизации
Мэтью Ломбардо написал о Кэтрин Хепбёрн пьесу «Чай в пять». В первом акте рассказывается жизнь Хепбёрн в 1938 году, во втором акте её жизнь в 1983 году, где она размышляет о своей жизни и карьере. Она была впервые показана в 2002 году, в театре «Хартфорд», актрису сыграла Това Фелдшу. Фелдшью также сыграла Кэтрин Хепбёрн в телефильме «Удивительный Говард Хьюз» (1977), а в 1980 году её персонаж в исполнении Мэрианн Тейлор появился в телефильме «Война Скарлетт О’Хары». В 2004 году в биографической драме Мартина Скорсезе, «Авиатор» (2004), роль Кэтрин Хепбёрн сыграла Кейт Бланшетт, получив за своё исполнение премию «Оскар» в номинации «Лучшая женская роль второго плана».

## Роли в театре

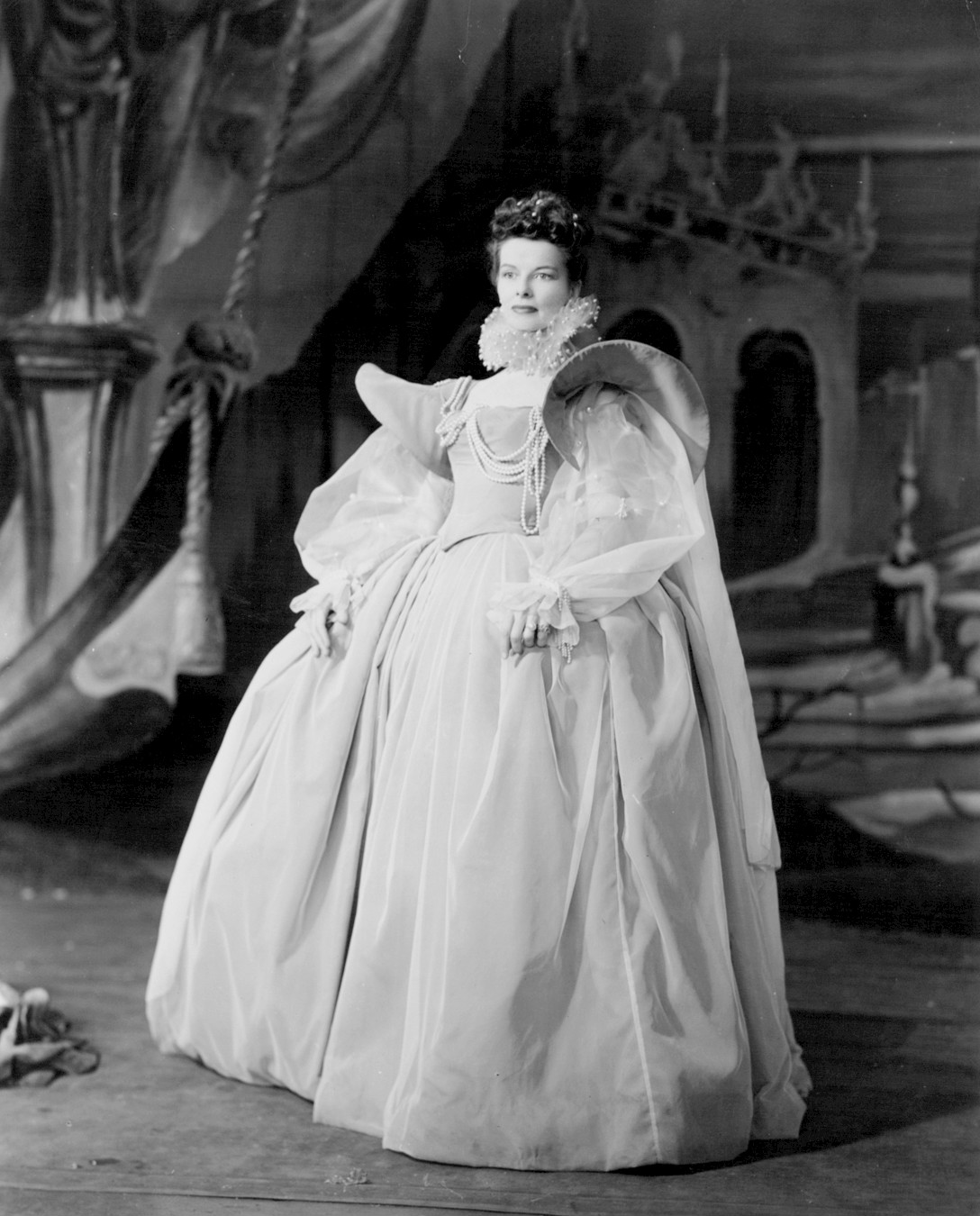
Кэтрин Хепбёрн в роли Розалинды в пьесе «Как вам это понравится» (1950)

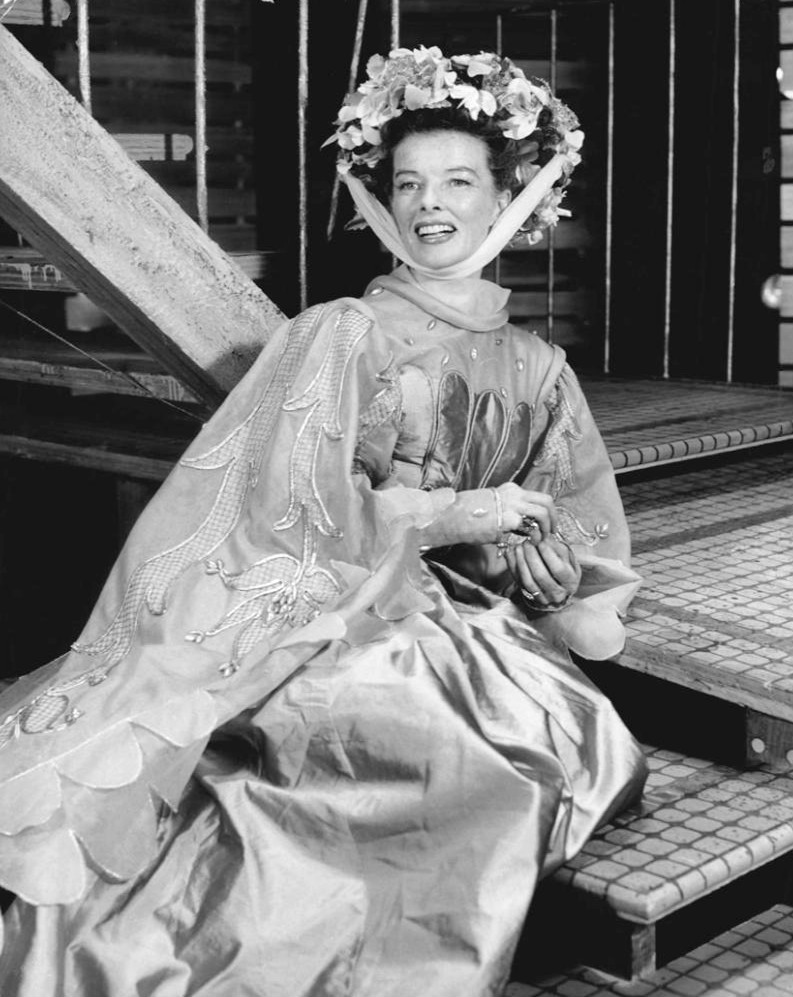
Кэтрин Хепбёрн в роли Беатрис в пьесе «Много шума из ничего» (1957)

| Год       | Название                  | Роль                       | Место проведения                                                          | Примечания                                                                                         |
| --------- | ------------------------- | -------------------------- | ------------------------------------------------------------------------- | -------------------------------------------------------------------------------------------------- |
| 1928      | Царица                    | леди в ожидании            | Балтимор, Мэриленд                                                        | |
| 1928      | Колыбель похитителей      | имя персонажа неизвестно   | Балтимор, Мэриленд                                                        | |
| 1928      | Большой пруд              | Барбара                    | Нью-Йорк                                                                  | Выпущен после одного спектакля                                                                     |
| 1928      | В эти дни                 | Вероника Симс              | Театр «Корт», Нью-Йорк                                                    | |
| 1928      | Праздник                  | Линда Сетон                | Театр «Плимут», Нью-Йорк                                                  | Дублёрша                                                                                           |
| 1930      | Месяц в деревне           | Грация                     | Театр «Август Уилсон», Нью-Йорк                                           | Дублёрша                                                                                           |
| 1930      | Романтичная молодая леди  | Катя / Виера Александровна | Театр «Беркшир», Стокбридж                                                | |
| 1930      | Восхитительный Крайтон    | леди Мэри Лесинг           | Театр «Беркшир», Стокбридж                                                | |
| 1930      | Искусство и миссис Бот    | Джуди Бот                  | Театр Максин Эллиотт, Нью-Йорк                                            | |
| 1931      | Только что вышла замуж    | имя персонажа неизвестно   | Айворутон, Коннектикут                                                    | |
| 1931      | Умный ребёнок             | имя персонажа неизвестно   | Айворутон, Коннектикут                                                    | |
| 1931      | Псевдоним Дьякон          | имя персонажа неизвестно   | Айворутон, Коннектикут                                                    | |
| 1931      | Кот и канарейка           | мамуля                     | Айворутон, Коннектикут                                                    | |
| 1931      | Человек, который вернулся | Энджи Рэндольф             | Айворутон, Коннектикут                                                    | |
| 1932      | Воин-муж                  | Антиопа                    | Театр Мороско, Нью-Йорк                                                   | Март — май 1932 г.                                                                                 |
| 1932      | Невеста на солнце         | имя персонажа неизвестно   | Оссининг, Нью-Йорк                                                        | |
| 1934      | Озеро                     | Стелла Сурег               | Театр Аль Хиршфельда, Нью-Йорк                                            | |
| 1936—1937 | Джейн Эйр                 | Джейн Эйр                  | Гастроли, турне                                                           | |
| 1939—1942 | Филадельфийская история   | Трейси Лорд                | Театр «Шуберт», Нью-Йорк                                                  | Выступала в Нью-Йорке (март 1939—1942 г.); Выступала в Вашингтоне и Чикаго (октябрь 1940—1942 г.); |
| 1942-1943 | Без любви                 | Джейми Коу Роун            | Театр «Сент Джеймс», Нью-Йорк                                             | Гастроли проходили в Нью-Йорке (октябрь 1942 — февраль 1943                                        |
| 1950      | Как вам это понравится    | Розалинда                  | Театр «Корт», Нью-Йорк                                                    | |
| 1952      | Миллионерша               | Ифария                     | Театр Ноэла Кауарда, Лондон, Великобритания; Театр Сэма Шуберта, Нью-Йорк | Выступала в Ньюкасл-апон-Тайне и Манчестере (17 октября — 28 декабря 1952 г.)                      |
| 1955      | Укрощение строптивой      | Катерина                   | Турне в Австралии                                                         | Май — ноябрь 1955 г.                                                                               |
| 1955      | Мера за меру              | Изабелла                   | Турне в Австралии                                                         | Май — ноябрь 1955 г.                                                                               |
| 1955      | Венецианский купец        | Порша                      | Турне в Австралии                                                         | Май — ноябрь 1955 г.                                                                               |
| 1957      | Венецианский купец        | Порша                      | Американский Шекспировский театр, Стратфорд                               | |
| 1957      | Много шума из ничего      | Беатрис                    | Американский Шекспировский театр, Стратфорд                               | |
| 1960      | Двенадцатая ночь          | Виола                      | Американский Шекспировский театр, Стратфорд                               | |
| 1960      | Антоний и Клеопатра       | Клеопатра                  | Американский Шекспировский театр, Стратфорд                               | |
| 1969—1971 | Коко                      | Коко Шанель                | Театр Марка Хеллингера, Нью-Йорк                                          | Гастроли проходили в Нью-Йорке (18 декабря 1969 — 3 октября 1971 г.)                               |
| 1976—1977 | Вопрос тяжести            | миссис Базиль              | Театр «Бродхерст», Нью-Йорк                                               | 12-ти недельное Бродвейское турне; Гастроли в США в течение 6 месяцев                              |
| 1981—1982 | Вестсайдский вальс        | Маргарет «Мэри» Эндервиль  | Гастроли, турне                                                           | Гастроли проходили в США, после выступление в театре имени Этель Бэрримор на Бродвее               |

## Награды и номинации
Кэтрин Хепбёрн получила четыре премии «Оскар» (1934, 1968, 1969, 1982) — до настоящего времени это абсолютный рекорд обладания этой премией в категории «Лучшая актриса»; при этом она имела 12 номинаций на эту премию в данной категории (по этому показателю она уступает только Мерил Стрип — 21 номинация). Также Хепбёрн принадлежит рекорд по самому продолжительному периоду между номинациями на «Оскар» — 48 лет.
Среди других значимых наград, у неё имеются две премии BAFTA (1969, 1982) и три номинации на эту премию (1953, 1956, 1958), премия «Эмми» (1975) и пять номинаций на эту премию (1974, 1979, 1986—дважды, 1993), восемь номинаций на премию «Золотой глобус» (1953, 1957, 1960, 1963, 1968, 1969, 1982, 1993), две номинации на премию «Тони» (1970, 1982) и др. Хепбёрн также является призёром Каннского и Венецианского кинофестивалей (1962, 1934).
Помимо прочего Кэтрин Хепбёрн была включена в Американский театральный «Зал Славы» в 1979 году. Также она выиграла «Премию Гильдии киноактёров США» в 1980 году и была удостоена Премии Центра Кеннеди за «Огромный жизненный вклад в американскую культуру», в 1990 году.
Список приведён в соответствии с данными сайта IMDb.com.
Оскар
| Год  | Категория           | Работа                      | Результат |
| ---- | ------------------- | --------------------------- | --------- |
| 1934 | Лучшая женская роль | Ранняя слава                | Победа    |
| 1936 | Лучшая женская роль | Элис Адамс                  | Номинация |
| 1941 | Лучшая женская роль | Филадельфийская история     | Номинация |
| 1943 | Лучшая женская роль | Женщина года                | Номинация |
| 1952 | Лучшая женская роль | Африканская королева        | Номинация |
| 1956 | Лучшая женская роль | Лето                        | Номинация |
| 1957 | Лучшая женская роль | Продавец дождя              | Номинация |
| 1960 | Лучшая женская роль | Внезапно, прошлым летом     | Номинация |
| 1963 | Лучшая женская роль | Долгий день уходит в ночь   | Номинация |
| 1968 | Лучшая женская роль | Угадай, кто придёт к обеду? | Победа    |
| 1969 | Лучшая женская роль | Лев зимой                   | Победа    |
| 1982 | Лучшая женская роль | На золотом озере            | Победа    |

BAFTA
| Год  | Категория                  | Работа                                  | Результат |
| ---- | -------------------------- | --------------------------------------- | --------- |
| 1953 | Лучшая иностранная актриса | Пэт и Майк                              | Номинация |
| 1956 | Лучшая иностранная актриса | Лето                                    | Номинация |
| 1958 | Лучшая иностранная актриса | Продавец дождя                          | Номинация |
| 1969 | Лучшая женская роль        | Угадай, кто придёт к обеду? / Лев зимой | Победа    |
| 1983 | Лучшая женская роль        | На золотом озере                        | Победа    |

Золотой глобус
| Год  | Категория                                       | Работа                      | Результат |
| ---- | ----------------------------------------------- | --------------------------- | --------- |
| 1953 | Лучшая женская роль — комедия или мюзикл        | Пэт и Майк                  | Номинация |
| 1957 | Лучшая женская роль — драма                     | Продавец дождя              | Номинация |
| 1960 | Лучшая женская роль — драма                     | Внезапно, прошлым летом     | Номинация |
| 1963 | Лучшая женская роль — драма                     | Долгий день уходит в ночь   | Номинация |
| 1968 | Лучшая женская роль — драма                     | Угадай, кто придёт к обеду? | Номинация |
| 1969 | Лучшая женская роль — драма                     | Лев зимой                   | Номинация |
| 1982 | Лучшая женская роль — драма                     | На золотом озере            | Номинация |
| 1993 | Лучшая женская роль — мини-сериал или телефильм | Мужчина этажом выше         | Номинация |

Эмми
| Год  | Категория                                     | Работа                                          | Результат |
| ---- | --------------------------------------------- | ----------------------------------------------- | --------- |
| 1974 | Лучшая женская роль в мини-сериале или фильме | Стеклянный зверинец                             | Номинация |
| 1975 | Лучшая женская роль в мини-сериале или фильме | Любовь среди руин                               | Победа    |
| 1979 | Лучшая женская роль в мини-сериале или фильме | Кукуруза зелена                                 | Номинация |
| 1986 | Лучшая женская роль в мини-сериале или фильме | Миссис Делафилд хочет замуж                     | Номинация |
| 1986 | Лучший информационный фильм                   | Спенсер Трейси: Дань уважения от Кэтрин Хепбёрн | Номинация |
| 1993 | Лучший информационный фильм                   | Кэтрин Хепбёрн: Всё обо мне                     | Номинация |

Премия Гильдии киноактёров США
| Год  | Категория                                         | Работа         | Результат |
| ---- | ------------------------------------------------- | -------------- | --------- |
| 1980 | Почётная награда за вклад в кинематограф          | н/д            | Победа    |
| 1995 | Лучшая женская роль в телефильме или мини-сериале | Одно Рождество | Номинация |

Тони
| Год  | Категория                     | Работа             | Результат |
| ---- | ----------------------------- | ------------------ | --------- |
| 1970 | Лучшая женская роль в мюзикле | Коко               | Номинация |
| 1982 | Лучшая женская роль в пьесе   | Вестсайдский вальс | Номинация |

Другие награды
| Награда                                 | Год  | Категория                                        | Работа                      | Результат |
| --------------------------------------- | ---- | ------------------------------------------------ | --------------------------- | --------- |
| Каннский кинофестиваль                  | 1962 | Приз за лучшую женскую роль                      | Долгий день уходит в ночь   | Победа    |
| Венецианский кинофестиваль              | 1934 | Кубок Вольпи за лучшую женскую роль              | Маленькие женщины           | Победа    |
| Монреальский кинофестиваль              | 1984 | Специальный приз жюри за лучшую женскую роль     | Грейс Куигли                | Победа    |
| Общество кинокритиков Нью-Йорка         | 1940 | Лучшая женская роль                              | Филадельфийская история     | Победа    |
| Награда мексиканских киножурналистов    | 1963 | Лучшая женская роль                              | Долгий день уходит в ночь   | Победа    |
| Общество кинокритиков Канзаса           | 1972 | Лучшая актриса                                   | Троянки                     | Победа    |
| Выбор народа                            | 1976 | Любимая киноактриса                              | Рустер Когберн              | Победа    |
| Выбор народа                            | 1983 | Любимая киноактриса                              | На золотом озере            | Победа    |
| Премия «Лорел»                          | 1960 | Лучшая женская роль в драматическом фильме       | Внезапно, прошлым летом     | Номинация |
| Премия «Лорел»                          | 1963 | Лучшая женская роль в драматическом фильме       | Долгий день уходит в ночь   | Номинация |
| Премия «Лорел»                          | 1970 | Лучшая женская роль в драматическом фильме       | Лев зимой                   | Победа    |
| Премия «Лорел»                          | 1970 | Звезда-женщина                                   | н/д                         | Победа    |
| Премия «Лорел»                          | 1971 | Звезда-женщина                                   | н/д                         | Победа    |
| Премия «Золотое яблоко»                 | 1975 | Звезда года                                      | н/д                         | Победа    |
| Премия «Золотое яблоко»                 | 1982 | Звезда года                                      | н/д                         | Победа    |
| Hasty Pudding Woman of the Year         | 1958 | Женщина года                                     | н/д                         | Победа    |
| Давид ди Донателло                      | 1968 | Лучшая иностранная актриса                       | Угадай, кто придёт к обеду? | Победа    |
| Американский театральный «Зал Славы»    | 1979 | Введение в Американский театральный «Зал Славы»  | н/д                         | Победа    |
| American Movie Awards                   | 1982 | Лучшая актриса                                   | На золотом озере            | Победа    |
| Американская гуманистическая ассоциация | 1985 | Гуманист года                                    | н/д                         | Победа    |
| Совет модельеров Америки                | 1985 | Премия Джеффри Бина                              | н/д                         | Победа    |
| American Comedy Awards                  | 1989 | Награда за жизненные достижения в комедии        | н/д                         | Победа    |
| Премия Центра Кеннеди                   | 1990 | Огромный жизненный вклад в американскую культуру | н/д                         | Победа    |
| «Женский Зал Славы Коннектикута»        | 1994 | Введение в «Женский Зал Славы Коннектикута»      | н/д                         | Победа    |
| Голливудская «Аллея Славы»              | 1960 | Именная звезда за вклад в киноиндустрию          | н/д                         | Победа    |

### на английском языке
- Katharine Hepburn (1987). The Making of the African Queen: Or How I Went to Africa With Bogart, Bacall and Huston and Almost Lost My Mind. Alfred A. Knopf, 129 pages. ISBN 978-0-3945-6272-8
- Katharine Hepburn (1996). Me: Stories of My Life. Ballantine Books, 432 pages. ISBN 978-0-3454-1009-2
- Katharine Hepburn (1996). Little Me. Penguin, 64 pages. ISBN 978-0-1460-0209-0

- A. Scott Berg (2003). Kate Remembered. Putnam Adult, 370 pages. ISBN 978-0-3991-5164-4
- John Bryson (1992). The Private World of Katharine Hepburn. Little, Brown and Company, 176 pages. ISBN 978-0-3161-1333-5
- Charlotte Chandler (2010). I Know Where I'm Going: Katharine Hepburn, A Personal Biography. Simon & Schuster, 368 pages. ISBN 978-1-4391-4928-7
- Susan Crimp (2003). Katharine Hepburn Once Said...: Great Lines to Live By. It Books, 176 pages. ISBN 978-0-0605-8172-5
- Homer Dickens, Lawrence J. Quirk (1990). The Films of Katharine Hepburn. Citadel Pr; 1st Carol Pub. Group ed edition, 255 pages. ISBN 978-0-8065-1175-7
- Charles Higham (2004). Kate: The Life of Katharine Hepburn. W. W. Norton & Company, 286 pages. ISBN 978-0-3933-2598-0
- Sam Kashner; Jennifer Macnair (2003). The bad & the beautiful: Hollywood in the fifties. W. W. Norton & Company, 382 pages. ISBN 978-0-3933-2436-5
- Barbara Leaming (1995). Katharine Hepburn. Crown, 549 pages. ISBN 978-0-5175-9284-7
- William J. Mann (2007). Kate: The Woman Who Was Katharine Hepburn. Faber & Faber, 672 pages. ISBN 978-0-5712-2978-9